# 奥羽本線
奥羽本線（おううほんせん）は、福島県福島市の福島駅から、東北地方の山間部を縦貫し、山形県・秋田県を経由して青森県青森市の青森駅に至る鉄道路線（幹線）である。
一部区間ではミニ新幹線として東北新幹線との直通運転が行われており、福島駅 - 新庄駅間には山形新幹線「つばさ」が、大曲駅 - 秋田駅間には秋田新幹線「こまち」が運転されている。このうち福島駅 - 新庄駅間には山形線（やまがたせん）の愛称がつけられている。
路線名称の由来については、「奥羽」を参照。

## 路線データ
- 管轄・区間・路線距離（営業キロ）
  - 東日本旅客鉄道
    - 福島駅 - 青森駅間 484.5km（第一種鉄道事業者）
    - 新青森駅 - 東青森駅間（営業キロ設定なし。第一種鉄道事業者）[注釈 1]
    - 土崎駅 - 秋田港駅間（特定〈観光〉目的とした第二種鉄道事業者）[2]

  - 日本貨物鉄道
    - 土崎駅 - 秋田港駅間 1.8km（第一種鉄道事業者）
    - 横手駅 - 青森駅間 (256.2km)（第二種鉄道事業者）
    - 新青森駅 - 青森信号場間 (4.8km)（第二種鉄道事業者）
- 軌間：
  - 福島駅 - 新庄駅間 1435mm（山形駅 - 羽前千歳駅間は1067mmとの単線並列）
  - 新庄駅 - 大曲駅間 1067mm
  - 大曲駅 - 秋田駅間 1067mmと1435mmの単線並列（神宮寺駅 - 峰吉川駅間は1線が1435mm、もう1線は1067mmと1435mmの三線軌条[新聞 1]）
  - 秋田駅 - 青森駅間 1067mm
  - 土崎駅 - 秋田港駅間 1067mm
  - 新青森駅 - 青森信号場間 1067mm
- 駅数：
  - 旅客駅：101駅（起終点駅含む）
    - 奥羽本線所属の旅客駅に限定した場合、東北本線所属の福島駅[4]を除外した100駅となる[5]。なお、終点の青森駅はかつて東北本線所属[4]であったが、同線が青い森鉄道へ移管されたことにより、JRの駅としては奥羽本線所属に変更された。

  - 貨物駅：2駅（旅客併設駅を除く）
- 複線区間：詳細は駅一覧も参照。
  - 福島駅 - 関根駅間（福島駅付近は山形線と新幹線アプローチ線の単線並列）
  - 赤湯駅 - 北赤湯信号場間
  - 羽前中山駅 - 山形駅間
  - 芦沢駅 - 舟形駅間
  - 及位駅 - 院内駅間
  - 神宮寺駅 - 峰吉川駅間（1067mm軌間線としては単線）
  - 秋田駅 - 追分駅間
  - 羽後飯塚駅 - 八郎潟駅間
  - 鹿渡駅 - 森岳駅間
  - 鶴形駅 - 前山駅間
  - 鷹ノ巣駅 - 早口駅間
  - 大館駅 - 長峰駅間
  - 石川駅 - 川部駅間
- 電化区間：福島駅 - 新庄駅間、院内駅 - 青森駅間（交流20,000V 50Hz）
- 閉塞方式：
  - 自動閉塞式
  - 連動閉塞式（秋田港支線）
- 保安装置[3]：
  - ATS-P：福島駅 - 新庄駅間、大曲駅 - 秋田駅間の標準軌線
  - ATS-SN：山形駅 - 羽前千歳駅間、新庄駅 - 青森駅間の狭軌線
  - ATS-Ps（狭軌線のうち、一部の駅構内）
- 運転指令所：
  - 福島駅 - 及位駅間：仙台総合指令室 (CTC)
  - 及位駅 - 青森駅間：秋田総合指令室 (CTC)
    - 運転取扱駅（駅が信号を制御、運行を管理）：山形駅・秋田貨物駅・弘前駅・青森駅
    - 準運転取扱駅（異常時、入換時は駅が信号を制御）：新庄駅・横手駅・秋田駅・土崎駅・東能代駅・大館駅
- 車両基地所在駅：山形駅・秋田駅
- 最高速度：
  - 福島駅 - 新庄駅間（1435mm軌間） 優等列車130km/h、普通列車110km/h
  - 山形駅 - 羽前千歳駅間（1067mm軌間） 95km/h
  - 新庄駅 - 大曲駅間 95km/h
  - 大曲駅 - 秋田駅間（1435mm軌間） 優等列車130km/h、普通列車110km/h
  - 大曲駅 - 秋田駅間 （1067mm軌間）110km/h
  - 秋田駅 - 青森駅間 95km/h
  - 青森駅（滝内信号所） - 青森信号場間（貨物線） 95km/h
- 最急勾配：38.0‰（峠駅 - 大沢駅間など）

2022年10月1日現在、JR東日本の各支社の管轄区間は以下のようになっている。
- 福島駅 - 及位駅間：東北本部
- 院内駅 - 津軽新城駅間：秋田支社
- 新青森駅 - 青森駅間、新青森駅 - 青森信号場間：盛岡支社

2014年4月1日より福島駅 - 新庄駅間が大都市近郊区間として新設された「仙台近郊区間」となり、同時に山形駅でICカード乗車券「Suica」が利用可能となった。さらに2023年5月27日には、和田駅 - 追分駅、弘前駅 - 青森駅で利用可能になったほか、2024年3月16日にはかみのやま温泉駅 - 村山駅（導入済みの山形駅以外の区間内の各駅）でもSuicaが利用可能になった。

## 歴史
1892年（明治25年）鉄道敷設法により奥羽線 福島より米沢、山形、秋田、弘前を経て青森に至る路線として定義され、日本鉄道会社の青森駅から官営鉄道として奥羽北線、福島駅から奥羽南線として建設が開始され、1905年に全線が開業した。

### 年表

#### 奥羽北線
- 1894年（明治27年）12月1日：青森駅 - 弘前駅間が開業[8]。開業当時、青森駅 - 弘前駅間は朝・昼・夕各1往復の計3往復運行[9]、青森駅 - 弘前駅間の運賃は28銭[8][10]。
- 1895年（明治28年）10月21日：弘前駅 - 碇ケ関駅間が開業[11]。
- 1899年（明治32年）
  - 6月21日：碇ケ関駅 - 白沢駅間が開業[12]。
  - 11月15日：白沢駅 - 大館駅間が開業[13]。
- 1900年（明治33年）10月7日：大館駅 - 鷹ノ巣駅間が開業[14]。
- 1901年（明治34年）11月1日：鷹ノ巣駅 - 能代駅（現在の東能代駅[注釈 2]）間が開業[15]。
- 1902年（明治35年）
  - 8月1日：能代駅 - 五城目駅間が開業[16]。
  - 10月21日 五城目駅 - 秋田駅間が開業[17]。
- 1903年（明治36年）10月1日：秋田駅 - 和田駅間が開業[18]。
- 1904年（明治37年）
  - 8月21日：和田駅 - 神宮寺駅間が開業[19]。
  - 12月21日：神宮寺駅 - 大曲駅間が開業[20]。
- 1905年（明治38年
  - 6月15日：大曲駅 - 横手駅間が開業[21]。
  - 9月14日：湯沢駅 - 横手駅間が開業。福島駅 - 青森駅間が全通[22]。

#### 奥羽南線
- 1899年（明治32年）5月15日：福島駅 - 米沢駅間が開業[23]。
- 1900年（明治33年）4月21日：米沢駅 - 赤湯駅間が開業[24]。
- 1901年（明治34年）
  - 2月15日：赤湯駅 - 上ノ山駅間が開業[25]。
  - 4月11日：上ノ山駅 - 山形駅間が開業[26]。
  - 8月23日：山形駅 - 楯岡駅間が開業[27]。
  - 10月21日：楯岡駅 - 大石田駅間が開業[28]。
- 1902年（明治35年）
  - 7月21日：大石田駅 - 舟形駅間が開業[29]。
  - 11月1日 漆山駅が開業[30]。
- 1903年（明治36年）
  - 6月11日：舟形駅 - 新庄駅間が開業[31]。
  - 11月3日：中川駅が開業[32]。
- 1904年（明治37年）10月21日 新庄駅 - 院内駅間が開業[33]。
- 1905年（明治38年）7月5日：院内駅 - 湯沢駅間が開業[34]。

#### 全通後
- 1906年（明治39年）12月25日：大沢信号所が駅に変更され大沢駅が開業[35]。
- 1907年（明治40年）
  - 1月25日：富根駅が開業。
  - 4月10日：貨物支線 土崎駅 - 雄物川駅間が開業[36]。
- 1909年（明治42年）
  - 6月12日：赤岩信号場（後の赤岩駅）構内で煙害による列車脱線転覆事故が発生。
  - 10月12日：国有鉄道線路名称制定により、福島駅 - 青森駅間を奥羽本線とする[37]。
  - 11月1日：能代駅が機織駅に改称[38]。
- 1910年（明治43年）
  - 8月11日：庭坂駅 - 赤岩駅間で風水害によりトンネルなど崩落。
  - 8月19日：8月11日に発生したトンネルなど崩落の影響により、崩落したトンネルなどの周囲を徒歩連絡とすることで庭坂駅 - 赤岩駅間が仮復旧。
  - 10月13日：赤岩信号所が駅に変更され赤岩駅が開業[39]。
- 1911年（明治44年）
  - 9月5日：庭坂駅 - 赤岩駅間で前年崩落したトンネルを含む区間は放棄され、別線による復旧で運転再開。
  - 12月5日：金井駅・東根駅が開業[40]。
- 1912年（大正元年）11月1日：釜淵駅 - 及位駅間に大滝信号所が開設。
- 1913年（大正2年）7月15日：泉田駅が開業[41]。
- 1915年（大正4年）9月11日：新城駅が津軽新城駅に改称[42]。
- 1916年（大正5年）
  - 7月7日：石川駅が開業[43]。
  - 9月20日：新町駅が真室川駅に改称[44]。
  - 12月1日：芦沢駅が開業[45]。
- 1917年（大正6年）
  - 8月16日：四ツ小屋駅が開業[46]。
  - 12月20日：置賜駅が開業[47]。
- 1918年（大正7年）11月10日：袖崎駅が開業[48]。
- 1919年（大正8年）
  - 7月1日：境駅が羽後境駅に改称[49]。
  - 8月15日：笹木野駅が開業[50]。
  - 10月15日：雄物川荷物取扱所が雄物川停車場に変更[51]。
- 1921年（大正10年）
  - 7月20日：左沢軽便線（現在の左沢線）開業とともに北山形駅が開業。ただし当時は左沢軽便線の駅として設置[52]。
  - 11月10日：羽後境駅 - 和田駅間に船岡信号所が開設。
  - 12月10日：十文字駅 - 横手駅間に柳田信号所が開設。
  - 12月12日：後三年駅が開業[53]。
  - 12月15日：羽前豊里駅が開業[54]。
- 1922年（大正11年）4月1日：信号所が信号場に改称。
- 1923年（大正12年）11月5日：横堀駅 - 湯沢駅間に三関信号場が開設。
- 1924年（大正13年）
  - 12月20日：刈和野駅 - 羽後境駅間に峰吉信号場が開設。北常盤駅が開業[55]。
- 1926年（大正15年）
  - 10月25日：貨物支線 滝内信号場 - 青森操車場間が開業[56]。
  - 11月1日：五城目駅が一日市駅に改称[57]。
  - 11月7日：柳田信号場が駅に変更され柳田駅が開業[58]。
- 1927年（昭和2年）
  - 9月11日：北山形駅に奥羽本線ホームが開業[59]。
  - 11月17日：羽後飯塚駅が開業[60]。
- 1929年（昭和4年）
  - 2月25日：船岡信号場が大張野信号場に改称。
  - 8月27日：二ツ井駅 - 鷹ノ巣駅間に前山信号場が開設。
  - 11月15日：大釈迦駅 - 津軽新城駅間に鶴ヶ坂信号場が開設。
- 1930年（昭和5年）
  - 4月1日：貨物支線 滝内信号場 - 青森操車場間の起点・終点が変更され、津軽新城駅 - 浦町駅間となる。
  - 6月21日：峰吉信号場が駅に変更され、峰吉川駅が開業[61]。
  - 7月1日：三関信号場が駅に変更され、三関駅が開業[62]。
- 1933年（昭和8年）
  - 1月20日：鶴ヶ坂信号場が駅に変更され、鶴ケ坂駅が開業[63]。
  - 10月17日：羽前千歳駅が開業[64]。
- 1935年（昭和10年）4月15日：大鰐駅 - 川部駅間でガソリンカー運転開始[65]。陸奥森山駅・門外駅・大清水駅・和徳駅・撫牛子駅・豊蒔駅が開業[66][67]。
- 1940年（昭和15年）11月1日：陸奥森山駅・門外駅・大清水駅・和徳駅・豊蒔駅廃止[68]。
- 1941年（昭和16年）9月20日：大滝信号場が駅に変更され、大滝駅が開業[69]。
- 1942年（昭和17年）10月11日：陣場駅 - 碇ケ関駅間に矢立信号場が開設[70]。
- 1943年（昭和18年）6月15日：機織駅が東能代駅に改称[71]。
- 1944年（昭和19年）
  - 3月31日：秋田駅 - 土崎駅間に八幡田信号場が開設[72]。
  - 4月1日：雄物川駅が秋田港駅に改称[73]。
  - 6月1日：森岳駅 - 東能代駅間に金岡信号場が開設[74]。
  - 9月28日：土崎駅 - 追分駅間に上飯島信号場が開設[75]。
  - 9月30日：一日市駅 - 鹿渡駅間に鯉川信号場が開設[75]。
  - 12月1日：舟形駅 - 新庄駅間に鳥越信号場が開設[76]。陸羽東線鳥越信号場 - 新庄間の線路が撤去され奥羽本線と共用化。
- 1947年（昭和22年）8月1日：集中豪雨により峰吉川駅 - 羽後境駅間で堤防にゆがみが発生。試運転中の機関車が転倒して重軽傷者4人[77]。
- 1948年（昭和23年）4月27日：赤岩駅 - 庭坂駅間で402列車（青森発上野行）が走行中、機関車などが脱線し、高さ10mの土手から転落（乗務員3名死亡）。原因不明。『庭坂事件』と呼ばれている。
- 1949年（昭和24年）
  - 4月29日：福島駅 - 米沢駅間が直流電化[78]。
  - 6月1日：矢立信号場が駅に変更され、津軽湯の沢駅が開業[79]。
- 7月11日：土崎駅 - 追分駅間の上飯島信号場が廃止。
- 1950年（昭和25年）
  - 2月1日：大張野信号場・鯉川信号場がそれぞれ駅に変更され、大張野駅・鯉川駅が開業[80]。
  - 11月1日：醍醐仮乗降場が開業。
- 1951年（昭和26年）
  - 3月1日：金井駅が蔵王駅に改称[81]。前山信号場が駅に変更され、前山駅が開業[82]。
  - 7月20日：梅雨前線による豪雨により前山駅 - 鷹ノ巣駅間の鉄橋が損壊。付近の堤防が決壊[新聞 2]。宮根駅 - 陣場駅間で行われた折り返し運転は同月23日以降も続いた[新聞 3]。
  - 11月15日：醍醐仮乗降場が駅に変更され、醍醐駅が開業[83]。
- 1952年（昭和27年）
  - 1月25日：鶴形駅が開業[84]。
  - 2月25日：金岡信号場が駅に変更され、北金岡駅が開業[85]。
  - 3月5日：北上ノ山駅・南出羽駅・高擶駅が開業[86]。
  - 11月15日：羽前中山駅が開業。
  - 12月1日：長峰駅が開業。
- 1954年（昭和29年）
  - 4月10日：土崎駅 - 追分駅間に上飯島信号場が開設。
  - 5月1日：下川沿駅が開業。
  - 12月1日：乱川駅・蟹沢駅が開業。
- 1956年（昭和31年）
  - 11月28日：上湯沢駅・下湯沢駅が開業。
  - 12月3日：糠沢駅が開業。
- 1960年（昭和35年）
  - 8月1日：秋田駅 - 秋田操車場間複線化。八幡田信号場が操車場に変更され、秋田操車場が開業。
  - 8月3日：碇ケ関駅付近で退避中の青森駅発大阪駅行の列車（9両編成）が土砂崩れに巻き込まれて7・8両目が脱線転覆。乗員乗客2人が死亡、64人が重軽傷。現場付近は前日から集中豪雨に見舞われていた[87]。
  - 11月1日：山形駅 - 羽前千歳駅間が直流電化。
  - 12月20日：北大石田駅が開業。鳥越信号場 - 新庄駅間が陸羽東線との単線並列に戻され、鳥越信号場が廃止（鳥越信号場付近の陸羽東線上に南新庄駅が開業）。
- 1963年（昭和38年）
  - 8月22日：糠沢駅 - 早口駅間・二ツ井駅 - 前山駅間で豪雨による土砂崩壊があり、不通になる。当時大阪駅 - 青森駅間で運転されていた特急「白鳥」は五能線経由で運転。
  - 9月27日：赤湯駅 - 中川駅間に北赤湯信号場が開設。
  - 10月1日：秋田操車場 - 追分駅間が複線化。土崎駅 - 追分駅間の上飯島信号場が廃止。
  - 11月2日：新第3及位トンネル使用開始（大滝駅 - 及位駅間第3及位トンネルの海側に新しく掘削したもので89m、将来の電化に備えて交流電化用となっている）。
- 1964年（昭和39年）
  - 2月10日：上飯島駅が開業。
  - 9月28日：追分駅 - 大久保駅間に大清水信号場が開設。
  - 10月1日：秋田操車場が貨物駅に変更され、秋田操駅が開業。
- 1965年（昭和40年）
  - 2月1日：福島駅 - 秋田駅間にATS-Sを導入[88]。
  - 6月1日：一日市駅が八郎潟駅に改称。
  - 10月1日：北金岡駅 - 東能代駅間に南能代信号場、二ツ井駅 - 前山駅間に七座信号場が開設。滝内信号場が青森駅に統合されて滝内信号所になり、廃止される。
- 1966年（昭和41年）4月8日：二ツ井駅 - 七座信号場間の第3小繋トンネル内で貨物870列車が脱線、64時間不通。なお特急「白鳥」は五能線経由で運転。
- 1967年（昭和42年）
  - 1月11日：楯岡駅 - 袖崎駅間に金谷信号場が開設。
  - 9月18日：鹿渡駅 - 森岳駅間が複線化。
  - 9月27日：弘前駅 - 撫牛子駅間が複線化[新聞 4][新聞 5]。
- 1968年（昭和43年）
  - 7月21日：貨物支線 津軽新城駅 - 青森操車場 - 浦町駅間が廃止。津軽新城駅 - 青森操車場 - 東青森駅間が開業（東北本線経路変更のため。実質的には終点の変更）。
  - 7月25日：赤湯駅 - 北赤湯信号場間が複線化[新聞 6]。
  - 8月30日：石川駅 - 弘前駅間が複線化[新聞 7]。
  - 9月8日：山形駅 - 北山形駅間が複線化[89]。山形駅 - 羽前千歳駅間が交流電化に変更。
  - 9月22日：庭坂駅 - 赤岩駅間、大沢駅 - 関根駅間が複線化[新聞 8]。福島駅 - 米沢駅間が交流電化に変更。
  - 9月23日：上ノ山駅 - 蔵王駅間が複線化[89][新聞 9]。米沢駅 - 山形駅間が交流電化。
  - 9月25日：舟形駅 - 新庄駅間に鳥越信号場が開設。
  - 9月27日：大館駅 - 白沢駅間が複線化[新聞 8]。
  - 9月29日：及位駅 - 院内駅間が複線化[新聞 8][新聞 10]。
- 1969年（昭和44年）
  - 8月29日：羽後飯塚駅 - 八郎潟駅間が複線化。
  - 9月2日：富根駅 - 二ツ井駅間が複線化。
  - 9月25日：鷹ノ巣駅 - 早口駅間が複線化[新聞 11]。
- 1970年（昭和45年）
  - 6月30日：赤岩駅 - 板谷駅間が複線化[新聞 12]。
  - 9月25日：撫牛子駅 - 川部駅間が複線化[新聞 13]。
  - 11月5日：陣場駅 - 津軽湯の沢駅間が複線化[新聞 14]。
- 1971年（昭和46年）C61形蒸気機関車牽引列車（1971年、二ツ井駅 - 前山駅）

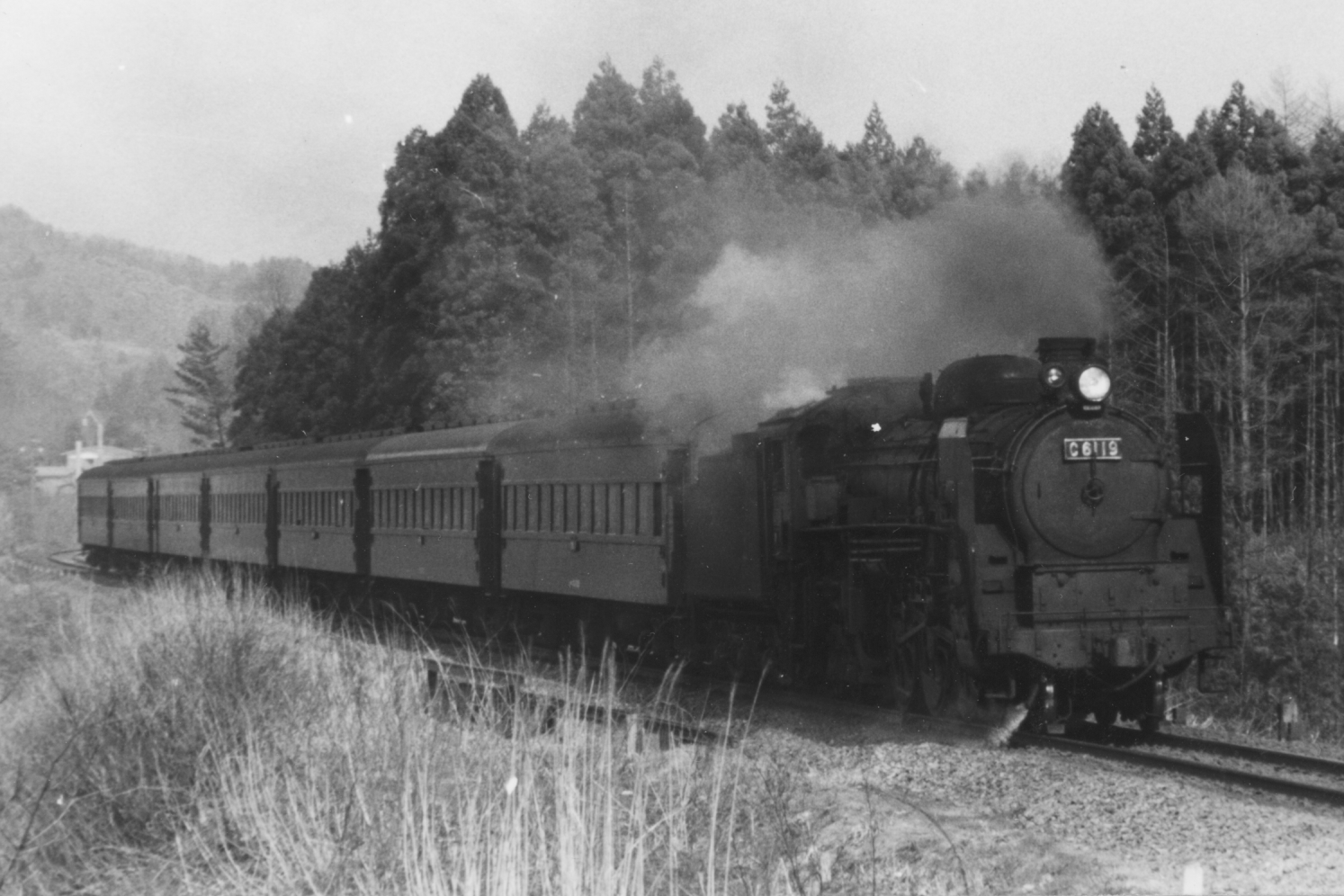
C61形蒸気機関車牽引列車（1971年、二ツ井駅 - 前山駅）

  - 8月5日：二ツ井駅 - 前山駅間が複線化[新聞 15]。七座信号場が廃止。
  - 8月25日：秋田駅 - 青森駅間[新聞 16]、滝内信号所 - 青森操車場間が交流電化。
  - 8月31日：津軽湯の沢駅 - 長峰駅間が複線化[新聞 17]。
  - 9月17日：羽前中山駅 - 上ノ山駅間[新聞 18]、鶴形駅 - 富根駅間が複線化。
  - 9月20日：板谷駅 - 大沢駅間が複線化[新聞 19]。
  - 9月25日：白沢駅 - 陣場駅間が複線化[新聞 20]。
  - 10月1日：秋田駅 - 青森駅間に列車集中制御装置 (CTC) が導入。
  - 12月10日：蔵王駅 - 山形駅間が複線化[新聞 21]。
- 1972年（昭和47年）7月31日：特急「つばさ」が赤岩駅 - 板谷駅間の環金トンネル内でエンジンのオーバーヒートにより立往生。排気ガスが車内に入り込み数人が病院へ搬送された[新聞 22]。
- 1973年（昭和48年）4月11日：芦沢駅 - 舟形駅間（猿羽根トンネル付近）で大規模な土砂崩壊発生。運転再開まで20日間を要した。
- 1974年（昭和49年）10月11日：米沢駅 - 新庄駅間に CTC が導入[新聞 23]。
- 1975年（昭和50年）
  - 7月10日：袖崎駅 - 大石田駅間の一部を新線に切替[新聞 24]。
  - 8月6日：集中豪雨のため、大滝駅で待避していた急行「津軽2号」（青森行・12両編成）が迂回運転のため新庄駅へ向けて発車しようとしたときに土砂崩れに襲われ、1両が横転し、5両が土砂を被る（旅客1名死亡・16名負傷）。土砂崩れなどにより、真室川駅 - 横堀駅間など不通箇所が続出。
  - 8月13日：8月6日の土砂崩れの影響で不通となっていた真室川駅 - 横堀駅間などの区間の運転が再開。
  - 8月20日：台風5号崩れの低気圧の集中豪雨のため、大館駅 - 弘前駅間・鷹ノ巣駅 - 森岳駅間が不通になる。
  - 8月21日：四ツ小屋駅 - 秋田駅間が複線化[新聞 25][新聞 26]。
  - 8月26日：8月20日の集中豪雨による不通区間（大館駅 - 弘前駅間・鷹ノ巣駅 - 森岳駅間）が復旧し運転再開。
  - 8月28日：大張野駅 - 和田駅間が複線化[新聞 25][新聞 27]、芦沢駅 - 舟形駅間が新線に切替[新聞 28]。
  - 9月5日：和田駅 - 四ツ小屋駅間が複線化[新聞 25]。
  - 9月17日：羽後境駅 - 大張野駅間[90][91][新聞 29][注釈 3]、芦沢駅 - 舟形駅間が複線化[90][91][新聞 32]。
  - 9月26日：峰吉川駅 - 羽後境駅間が複線化[新聞 25][新聞 33]。
  - 10月13日：羽前千歳駅 - 秋田駅間が交流電化[新聞 34]。これにより全線電化が完成。
  - 11月25日：新庄駅 - 秋田駅間に CTC が導入。
- 1979年（昭和54年）
  - 2月27日：大沢駅 - 関根駅間で土砂崩れが発生し、同区間で不通になる。
  - 3月1日：2月27日に発生した土砂崩れの復旧作業が終了し、運転再開。
- 1981年（昭和56年）
  - 9月11日：大曲駅 - 神宮寺駅間が複線化[新聞 35]。
  - 11月8日：前日の7日から青森県に雪が降り続き、9日浪岡駅付近で線路わきの松の木が雪の重みで架線に倒れ、上下線とも一時不通。寝台特急「日本海1号」などが立往生した。青森市街地は40cmの積雪で、11月上旬の雪としては明治27年（1894年）青森地方気象台の観測開始以来の記録であった。
- 1982年（昭和57年）3月29日：福島駅 - 笹木野駅間が複線化[新聞 36]。
- 1983年（昭和58年）
  - 5月26日：日本海中部地震が発生し、森岳駅 - 東能代駅間が不通となる。
  - 6月7日：日本海中部地震で不通となっていた森岳駅 - 東能代駅間が復旧し、運転再開。
- 1984年（昭和59年）
  - 8月1日：福島駅 - 米沢駅間で CTCテスト運用開始[新聞 37]。
  - 11月8日：神宮寺駅 - 刈和野駅間が複線化[新聞 38]。
  - 12月1日：福島駅 - 米沢駅間で CTC が導入。
- 1986年（昭和61年）
  - 7月2日：北山形駅 - 羽前千歳駅間が複線化[92]。
  - 11月1日：新青森駅が開業。

#### 国鉄分割民営化以降
- 1987年（昭和62年）4月1日：国鉄分割民営化により東日本旅客鉄道に承継。同時に日本貨物鉄道が土崎駅 - 秋田港駅間の第一種鉄道事業者、ならびに福島駅 - 漆山駅間、横手駅 - 青森駅間、新青森駅 - 青森信号場間の第二種鉄道事業者となる。津軽新城駅 - 青森信号場 - 東青森駅間の営業キロ設定が廃止。日本貨物鉄道が新青森駅 - 青森信号場間に第二種鉄道事業の営業キロを設定。
- 1990年（平成2年）
  - 3月10日：秋田操駅が秋田貨物駅に改称。山形新幹線直通化による改軌工事のため、赤岩駅のスイッチバックが廃止[93]。山形駅 - 北山形駅間の左沢線直通列車でワンマン運転を開始。
  - 9月1日：山形新幹線直通化による改軌工事のため、板谷駅・峠駅・大沢駅のスイッチバックが廃止[93]。および、福島駅 - 山形駅間が一時的に全線で単線となる[93]。
- 1991年（平成3年）
  - 3月16日：糠ノ目駅が高畠駅に、大鰐駅が大鰐温泉駅に改称。
  - 8月27日：米沢駅 - 上ノ山駅間が山形新幹線直通化による改軌工事のため運休およびバス代行[93][新聞 39]。
  - 9月3日：福島駅 - 蔵王駅間の日本貨物鉄道の第二種鉄道事業が廃止。
  - 10月9日：関根駅 - 上ノ山駅間が山形新幹線直通化による改軌工事のため運休およびバス代行[93]。
  - 11月3日・4日：切替工事のため福島駅 - 山形駅間の全列車が運休、バス代行[93]。
  - 11月5日：福島駅 - 山形駅間が標準軌に改軌[93]。ただし普通列車は全て米沢駅で系統分割されたほか、快速「ざおう」が福島駅 - 米沢駅・赤湯駅間と米沢駅 - 山形駅間で運転を開始した[新聞 40]。
- 1992年（平成4年）
  - 3月14日：秋田駅 - 追分駅間でワンマン運転を開始[94]。
  - 7月1日：山形新幹線が開業[93][95]。福島駅 - 山形駅間に「山形線」の愛称が名付けられる[95]。上ノ山駅がかみのやま温泉駅、北上ノ山駅が茂吉記念館前駅に改称[95]。工事のため単線運転となっていた区間が複線運転に戻り、笹木野駅 - 庭坂駅間が複線化[93]。
  - 9月1日：福島駅 - 山形駅でPRCを導入[96]。
- 1993年（平成5年）
  - 7月1日：秋田駅 - 青森駅間でPRCを導入[新聞 41]。
  - 8月23日：院内駅 - 秋田駅および追分駅 - 八郎潟駅間でワンマン運転を開始[94]。
  - 12月1日：山形駅 - 青森駅間の客車列車（50系・弘前駅 - 青森駅間は12系2000番台も使用）の運用が終了し、701系電車が投入される。八郎潟駅 - 大館駅間でワンマン運転を開始[94]。
- 1994年（平成6年）
  - 2月1日：大館駅 - 青森駅間でワンマン運転を開始[94]。
  - 6月16日：院内駅 - 大曲駅間でPRCを導入[新聞 41]。
  - 7月6日：刈和野駅 - 峰吉川駅間が複線化。
- 1995年（平成7年）
  - 5月15日：神宮寺駅 - 峰吉川駅間の三線軌化が完成し、単線運転となる[新聞 1]。
  - 6月12日：秋田新幹線工事に伴い、大曲駅 - 秋田駅間が単線化される[新聞 42]。
  - 12月1日：井川さくら駅が開業。米沢駅 - 山形駅間でワンマン運転を開始[94]。
- 1997年（平成9年）3月22日：秋田新幹線が開業（大曲駅 - 秋田駅間上り線が改軌。神宮寺駅 - 峰吉川駅間下り線が三線軌化）。
- 1998年（平成10年）10月27日：山形駅 - 羽前千歳駅間が山形新幹線延伸による改軌工事のため単線化[新聞 43]。
- 1999年（平成11年）
  - 3月12日：天童駅 - 新庄駅間が山形新幹線延伸による改軌工事のため運休およびバス代行[97]。金谷信号場・鳥越信号場が廃止。
  - 3月31日：羽前千歳駅 - 漆山駅間の日本貨物鉄道の第二種鉄道事業が廃止。
  - 7月1日：羽前千歳駅 - 新庄駅間が山形新幹線延伸による改軌工事のため運休。山形駅 - 新庄駅間バス代行輸送（ただし、左沢線および仙山線乗り入れ部分は通常通り運転）。蔵王駅 - 山形駅間の日本貨物鉄道の第二種鉄道事業が廃止。
  - 12月4日：山形新幹線新庄延伸（山形駅 - 新庄駅間改軌、愛称「山形線」を福島駅 - 新庄駅間に拡大）。蟹沢駅が山形寄りに0.6km移転してさくらんぼ東根駅に改称。楯岡駅が村山駅に改称。
- 2002年（平成14年）4月1日：山形駅 - 羽前千歳駅間の日本貨物鉄道の第二種鉄道事業が廃止。秋田駅 - 青森駅間で運行されていた485系特急「かもしか」（2008年）

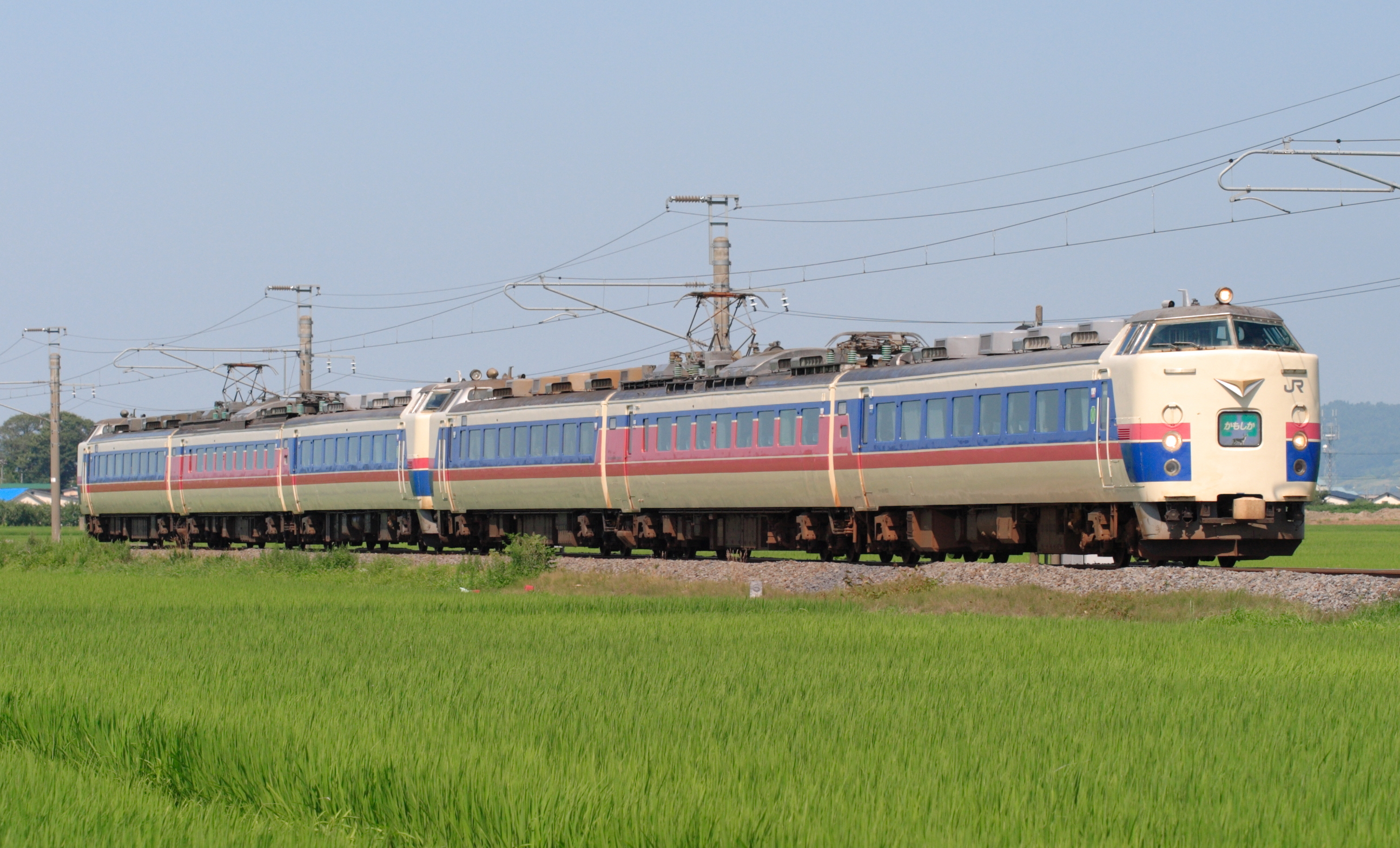
秋田駅 - 青森駅間で運行されていた485系特急「かもしか」（2008年）

- 2010年（平成22年）12月4日：青い森鉄道線八戸駅 - 青森駅間の開業に伴い、同線との直通運転が新青森駅 - 青森駅間で開始。
- 2012年（平成24年）12月1日：この年度より赤岩駅が冬季間（12月1日 - 翌年3月25日）限定で全列車通過駅となる[報道 4]。
- 2013年（平成25年）9月27日：追分駅 - 大久保駅間の大清水信号場が廃止[要出典]。
- 2014年（平成26年）4月1日：福島駅 - 新庄駅間が新設の仙台近郊区間となり、山形駅でICカード乗車券「Suica」サービス開始[報道 1]。
- 2015年（平成27年）3月14日：天童南駅が開業。
- 2017年（平成29年）
  - 3月4日：赤岩駅が通年通過駅となる[報道 5]。既に冬季休業中であったため、2016年（平成28年）11月30日が実質的な最終営業日となった。
  - 8月3日：秋田港に寄港するクルーズ客船の乗客の輸送のため、秋田港駅 - 秋田駅間に臨時旅客列車を6日まで運行[98]（7月21日に、JR東日本に対し期間を限定した土崎駅 - 秋田港駅間の第二種鉄道事業が許可[99]）。以後、2018年・2019年の4 - 11月と[2]2022年の5 - 11月にも運行[2]。
- 2018年（平成30年）12月27日：板谷駅 - 峠駅間のトンネル内 (約4.1 km)で、携帯電話不通区間が解消[注釈 4][報道 6]。
- 2020年（令和2年）
  - 1月24日：赤岩駅 - 板谷駅間のトンネル内 (約5.9 km)で、携帯電話不通区間が解消[報道 7]。
  - 7月8日：この日までに、庭坂駅 - 赤岩駅間のトンネル内 (約4.8 km) で、携帯電話不通区間が解消[報道 8]。
  - 12月15日：峠駅 - 大沢駅間および芦沢駅 - 舟形駅間のトンネル内（約2.0 km）で、携帯電話不通区間が解消[報道 9]。
- 2021年（令和3年）
  - 3月12日：赤岩駅が廃止[報道 10][新聞 44]。
  - 3月13日：泉外旭川駅が開業[報道 11]。秋田駅 - 追分駅間のワンマン列車における後乗り前降りを廃止。
- 2022年（令和4年）
  - 8月3日：大雨による災害の影響で東能代駅 - 大館駅間が不通になる[100]。
  - 8月9日：集中豪雨に見舞われ大釈迦駅 - 鶴ケ坂駅間で路盤が崩落。浪岡駅 - 新青森駅間で運休[101]。
  - 8月11日：弘前駅 - 浪岡駅間が朝7時頃から運転再開。普通列車のみ1日10往復の臨時ダイヤで運行[報道 12]。
  - 8月14日：大館駅 - 弘前駅間が始発から、東能代駅 - 鷹ノ巣駅間が夕方に運転再開[報道 13]。なお、大館 - 弘前間は8月16日まで、東能代 - 鷹ノ巣間は当面間引き運行となる[報道 14]。
  - 8月17日：浪岡駅 - 新青森駅間が復旧。なお、浪岡駅 - 新青森駅間を含む大館駅 - 青森駅間については、普通列車に関しては正常ダイヤに戻った[報道 15]。
  - 10月7日：鷹ノ巣駅 - 大館駅間が復旧[報道 16]。同日から、特急「つがる」も全区間で運転再開。
- 2023年（令和5年）
  - 1月10日：板谷駅と大沢駅が冬季間（1月10日 - 3月26日）限定で全列車通過駅となる[報道 17]。
  - 5月27日：追分駅 - 和田駅間及び弘前駅 - 青森駅間においてICカード「Suica」の利用が可能となる[報道 2][報道 18]。
  - 7月15日：大雨（令和5年7月14日からの梅雨前線による大雨）の影響で横手駅 - 秋田駅間および秋田駅 - 大館駅間でそれぞれ9時頃、8時頃から運休[102]。
  - 7月18日
    - 横手駅 - 大曲駅間で下り1本を除き運行再開[103]。
    - 秋田駅 - 八郎潟駅間、東能代駅 - 大館駅間で始発から運転再開（一部列車は運休）[103]。

  - 7月19日：八郎潟駅 - 東能代駅間で運転再開[104]。
  - 7月20日：和田駅 - 秋田駅間で大幅に本数を減らして運行再開[105][報道 19]。
  - 7月31日：羽後境駅 - 大張野駅間で発生していた盛土の流出や電化柱の傾斜が復旧し、大曲駅 - 和田駅間の運行を再開[106]。
- 2024年（令和6年）
  - 1月10日：板谷駅と大沢駅が冬季間（1月10日 - 3月26日）限定で全列車通過駅となる[報道 20]。
  - 3月16日：かみのやま温泉駅 - 村山駅間の全ての駅で「Suica」が利用可能になる[報道 3]。
  - 7月26日：東北地方を中心とする記録的豪雨の影響で、舟形駅 -  芦沢駅間でのり面の崩壊が発生。当面の間、村山駅 - 院内駅間にて運転見合わせ[107]。
  - 8月1日：村山駅 - 大石田駅間で運転再開[108]。
  - 8月10日：大石田駅 - 新庄駅間で運転再開[109][110][111]。
  - 8月23日：新庄駅 - 真室川駅間でバス代行輸送開始[112]。
  - 9月1日：新庄駅 - 院内駅間でバス代行輸送開始[新聞 45]。
  - 12月1日：板谷駅が冬季間（12月1日 - 翌2025年〈令和7年〉3月26日）限定で、大沢駅が通年でそれぞれ全列車通過駅となる[報道 21][報道 22]。
- 2025年（令和7年）
  - 4月25日[報道 23][新聞 46]：新庄駅 - 院内駅間の運転再開。復旧にあわせ、「サステナブルで災害を受けてもより早期復旧が可能となる」として電化設備を撤去し、この区間は気動車による運行に切り替え[報道 24][新聞 47][注釈 5]。
- 2026年（令和8年）7月1日（予定）：支社制から事業本部制への再編に伴い、管轄を県単位で再編。福島県内の福島駅 - 庭坂駅間を福島事業本部、山形県内の板谷駅 - 及位駅間を山形事業本部、秋田県内の院内駅 - 陣馬駅間を秋田事業本部、青森県内の津軽湯の沢駅 - 青森駅間を青森事業本部の管轄とする[報道 25]。

## 運行形態

### 旅客輸送

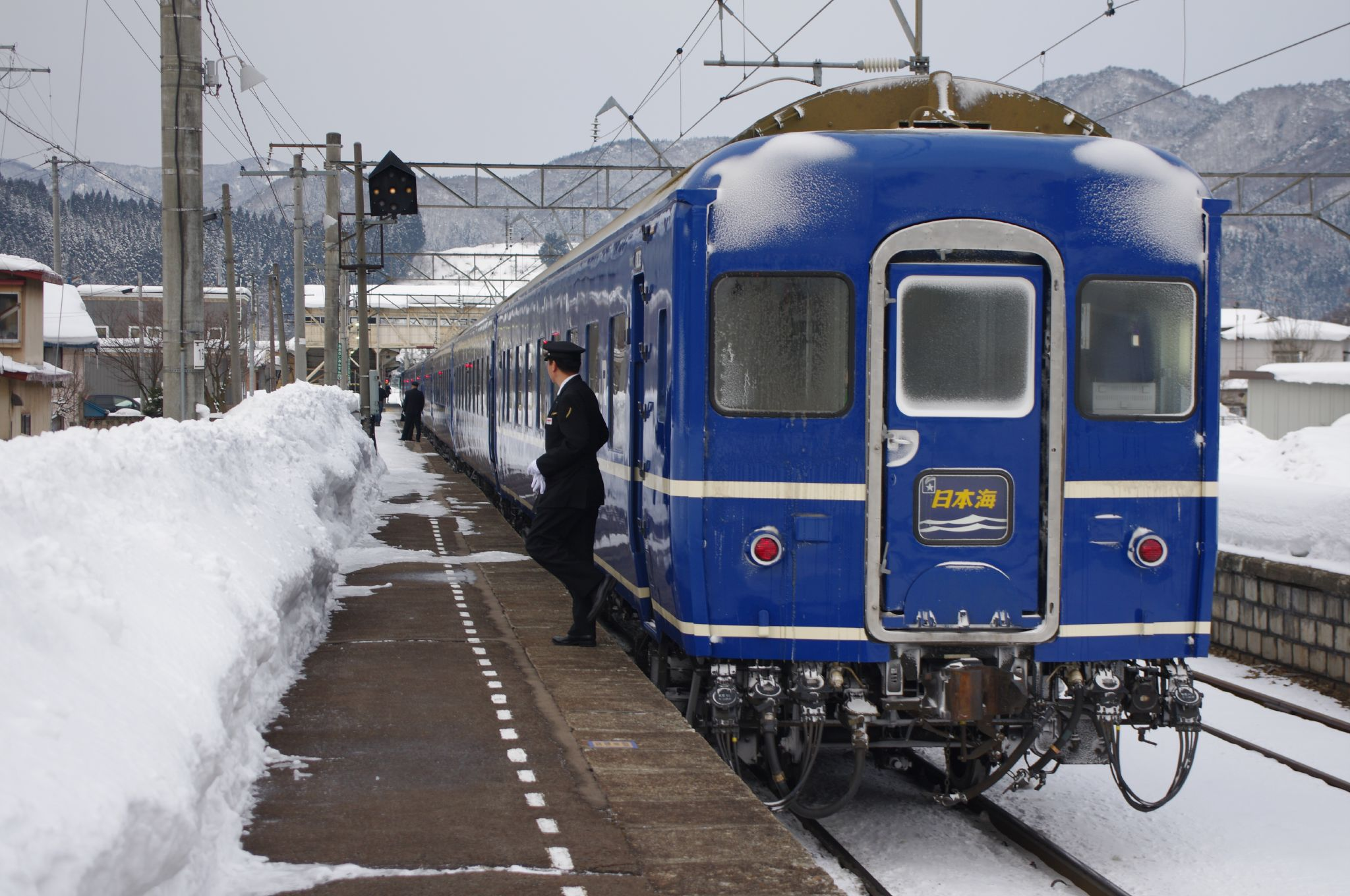
大鰐温泉駅に停車中の寝台特急「日本海」（2011年）

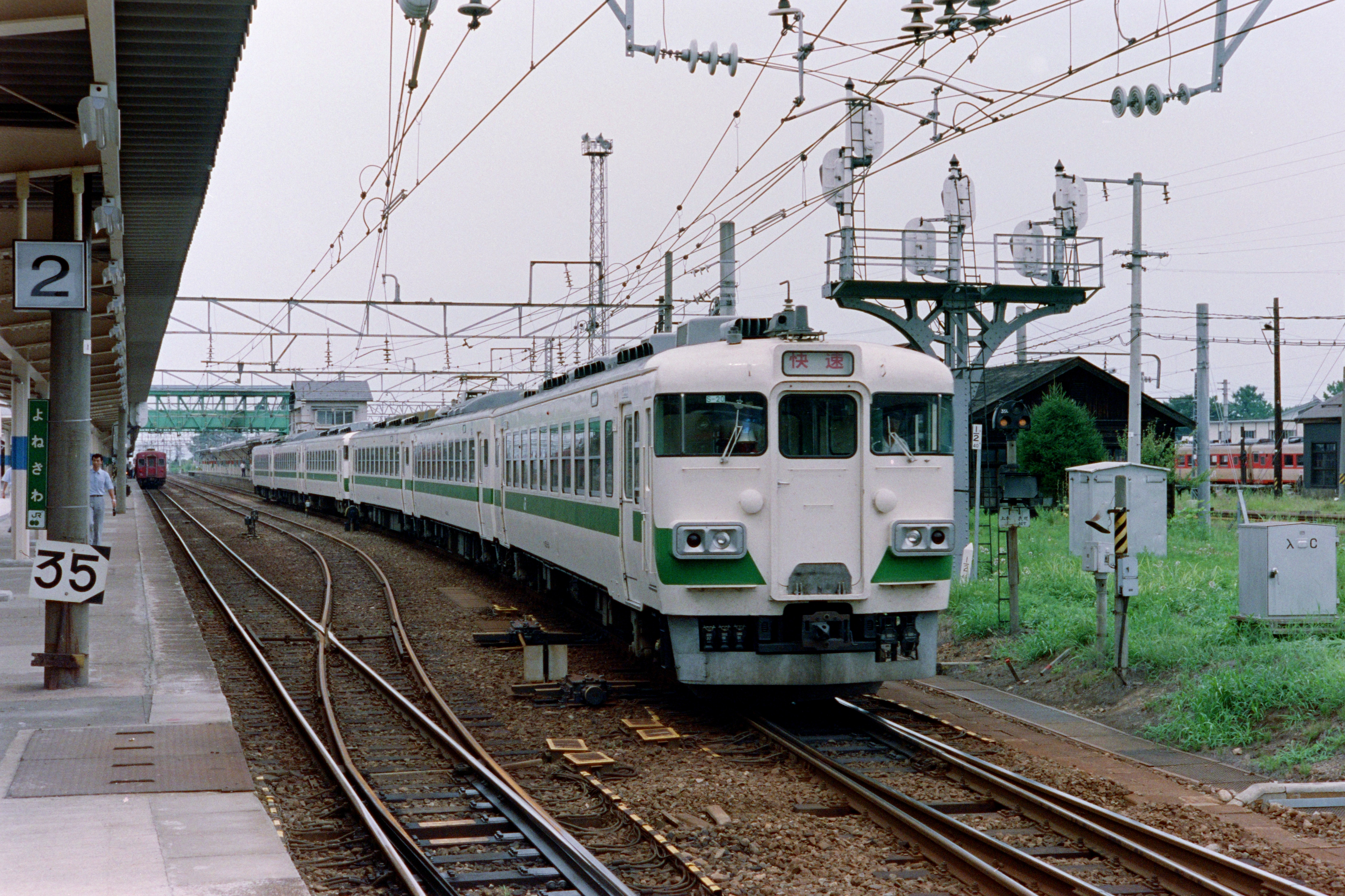
米沢駅を出発する455系6連の福島行快速列車（1990年）

路線名称としては福島駅 - 青森駅間で1つの路線であり、かつては寝台特急「あけぼの」、急行「津軽」など、全線通しで運転する列車も存在した。山形新幹線・秋田新幹線が開業し、それに伴い一部区間が標準軌へ改軌されたことにより、従来の1,067mm軌間専用車両で運転される優等列車は、1999年12月4日の山形新幹線新庄駅延伸に伴うダイヤ改正で特急「こまくさ」が快速列車に格下げ（2002年12月1日ダイヤ改正で廃止）になって以降は秋田駅以北のみの運転となった。普通列車も運行系統としては大きく以下の4つの区間に分かれている。

#### 福島駅 - 新庄駅間
山形新幹線「つばさ」が走行する区間である。板谷峠という難所が途中に存在する。新幹線からの直通列車を走らせるために標準軌へ改軌されている都合上、この区間を走行する車両を新庄駅以北で運転することは不可能になっている。また、この区間の在来線普通列車は「山形線」の愛称が付けられ、奥羽本線の他区間と区別されている。運行形態は基本的に福島駅 - 庭坂駅・米沢駅間、米沢駅 - 山形駅間、山形駅 - 新庄駅と3つの区間に分けて運転されている。

#### 新庄駅 - 大曲駅間
山形・秋田県境の山間部および盆地を走る区間で、普通列車や快速列車のみが設定されているが、かつては他区間と同様に昼夜問わず優等列車が運転されていた。新庄駅 - 秋田駅間を直通する普通列車に加え、新庄駅 - 真室川駅間と院内駅・湯沢駅・横手駅 - 秋田駅間の区間列車が設定されており、新庄駅 - 湯沢駅間は2 - 4時間に1本程度、湯沢駅 - 横手駅間は1 - 2時間に1本程度、横手駅 - 大曲駅間は1時間に1本程度運行されている。ワンマン運転を行う列車が多い。山形新幹線の終点である新庄駅と秋田新幹線の途中駅である大曲駅に挟まれた区間であり、湯沢や横手から秋田新幹線への乗り継ぎが便利なようにダイヤが組まれている。
全国花火競技大会時には、臨時普通列車「スターマイン号」が設定される。

##### 2024年7月の豪雨による不通・電化設備撤去による復旧

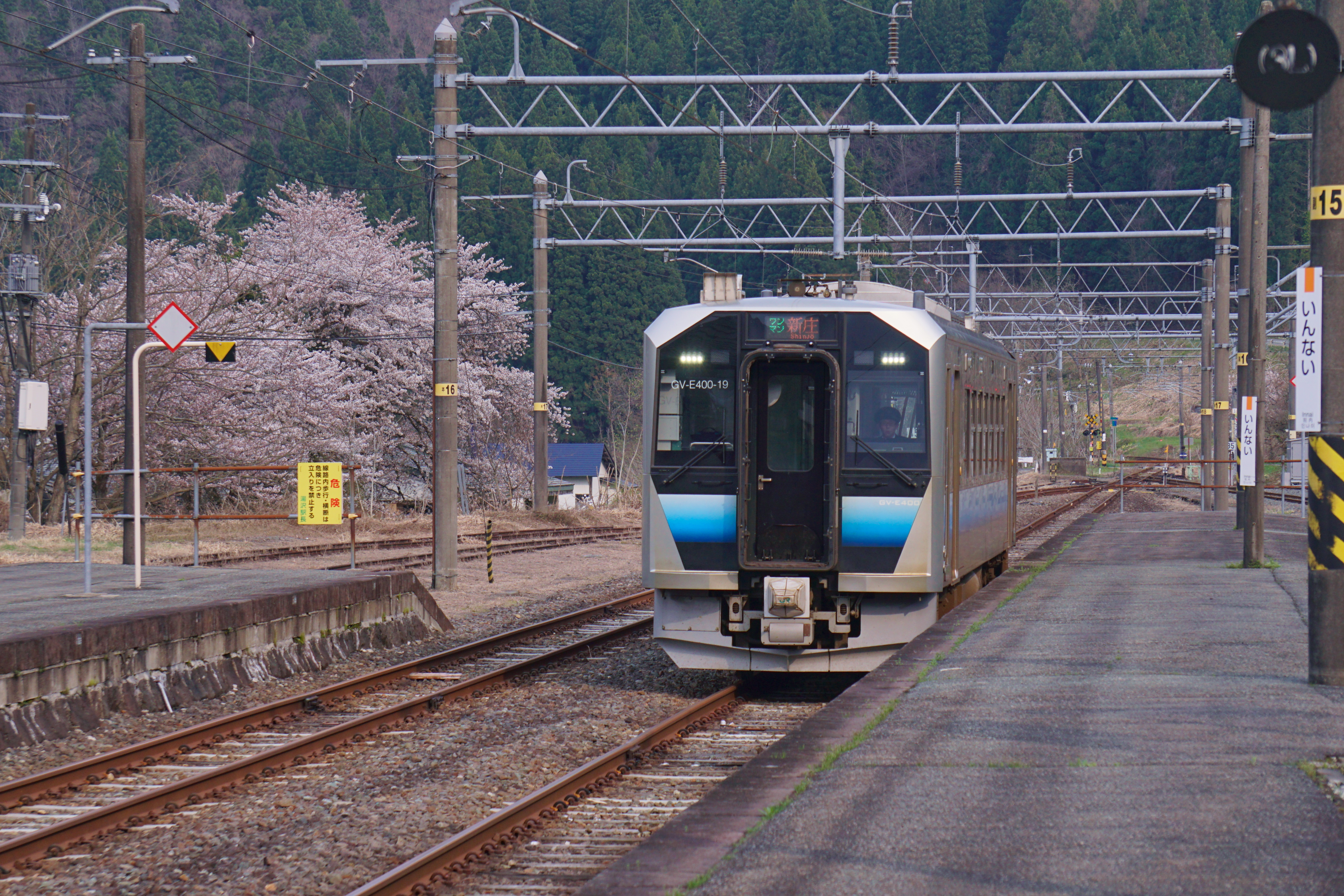
院内駅に進入するGV-E400系の新庄行き普通列車（2025年4月26日）

2024年7月26日、東北地方を中心とする記録的豪雨の影響で、舟形駅 - 芦沢駅間で法面の崩壊が発生し、村山駅 - 院内駅間で運転見合わせとなった。このうち、村山駅 - 新庄駅までは8月に復旧したが、新庄駅 - 院内駅間は土砂流入や盛土法面崩壊など26箇所で運転に支障のある被害が発生し、復旧まで長期間を要することとなった。JR東日本東北本部はこの区間について同年10月26日、翌2025年ゴールデンウィーク頃の運転再開を目指すとともに、「サステナブルで災害を受けてもより早期復旧が可能となる鉄道」を目指し、同区間の電化設備を撤去して復旧することを発表した。

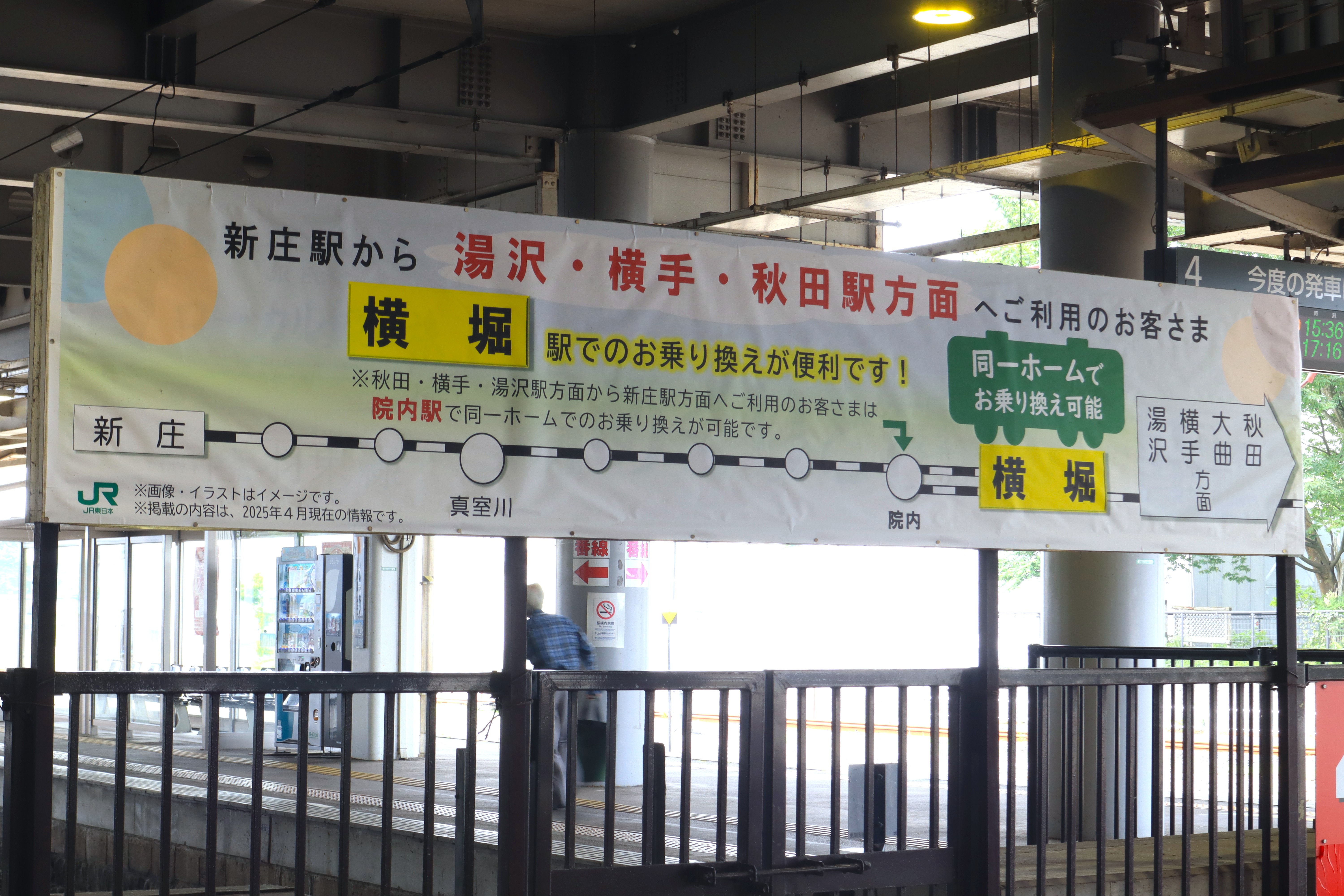
新庄駅に掲示された、奥羽本線秋田方面の乗換案内（2025年7月16日）

2025年2月17日、JR東日本東北本部は、同年4月25日始発列車から新庄駅 - 院内駅間の運転を再開することを発表した。電化設備が撤去される同区間ではGV-E400系気動車（秋田総合車両センター南秋田センター所属車）が投入されるほか、新庄駅 - 真室川駅間の1.5往復についてはキハ110系気動車（小牛田所属車）を使用する。新庄駅 - 院内駅間の列車は7往復（うち1往復は新庄駅 - 秋田駅間直通運転、日中の途中駅利用者が比較的少ない時間帯の下り2本・上り1本は真室川駅のみ停車の快速運転）設定され、横堀駅または院内駅で701系電車による秋田方面の普通列車と接続するダイヤとし、下り（秋田方面）は横堀駅、上り（新庄方面）は院内駅で同一ホーム接続（対面乗り換え）を行う。運転再開が春のJRグループダイヤ改正に間に合わなかったことなどから秋田以南の気動車列車には臨時列車を意味する9000番台の列車番号が割り当てられた。

#### 大曲駅 - 秋田駅間
秋田新幹線「こまち」が田沢湖線との直通で運行される区間。もともとは複線だったが、秋田新幹線開業時に1線が標準軌に改軌された結果、標準軌線と狭軌線のそれぞれ単線が並べて敷設されている単線並列になっている。一部区間は三線軌条化されているが、2線の一方が「標準軌のみ」で他方が「標準軌+狭軌」である。
2023年3月現在の定期ダイヤでは、標準軌線は「こまち」以外には田沢湖線用の701系5000番台が出入庫のために通行し、狭軌線は後述の普通・快速列車が通行する。ワンマン運転を行う列車が多い。新幹線が運行される区間（新在直通区間）であるが、新幹線車両と在来線車両で利用ホームや線路が分けられていることもあり、「山形線」のような路線愛称はついていない。
| 大曲駅 - 秋田駅間 標準軌を走行するE3系こまち |  | SL秋田こまち号とスーパーこまちの並走（2013年10月13日） |
| 大曲駅 - 秋田駅間 標準軌を走行するE3系こまち |  | SL秋田こまち号とスーパーこまちの並走（2013年10月13日） |

普通列車は1時間に1本程度が運行されており、朝に湯沢発秋田行きの快速列車が1本のみ運行されている。この快速は2002年11月30日まで秋田駅 - 湯沢駅 - 新庄駅間で設定されていた快速「かまくら」のうち最速達列車であった「かまくら1号」のダイヤを引き継いだものである（2016年3月26日より飯詰駅・和田駅・四ツ小屋駅が停車駅に追加）。
なお、新庄駅以北大曲駅以南 - 秋田駅間の普通・快速列車は前述のように一括りの系統となっている。ほとんどの列車は秋田駅を境界とし以北とは系統分離がされているが、早朝の下り1本のみ横手駅→追分駅と秋田駅を越える列車がある（列車番号は423M→2627Mと変わるが旅客案内上は同一列車案内）。そのほかにも秋田駅到着後に行先を変更して実質的に直通する列車がある。
全国花火競技大会には、秋田駅→大曲駅間の快速列車「花火」が設定される。この列車は標準軌の秋田新幹線のルートでの走行となるため、大曲駅、神宮寺駅（下りホームのみ）、刈和野駅（下りホームのみ）、秋田駅以外の駅ではホームが無いのですべて通過するか、停車したとしても、神宮寺駅と刈和野駅を含めて旅客乗降を扱わない運転停車扱いとなる。花火大会の臨時輸送の際は、盛岡駅の田沢湖線ホームに新幹線車両が停車する光景が見られることもある。

#### 秋田駅 - 青森駅間

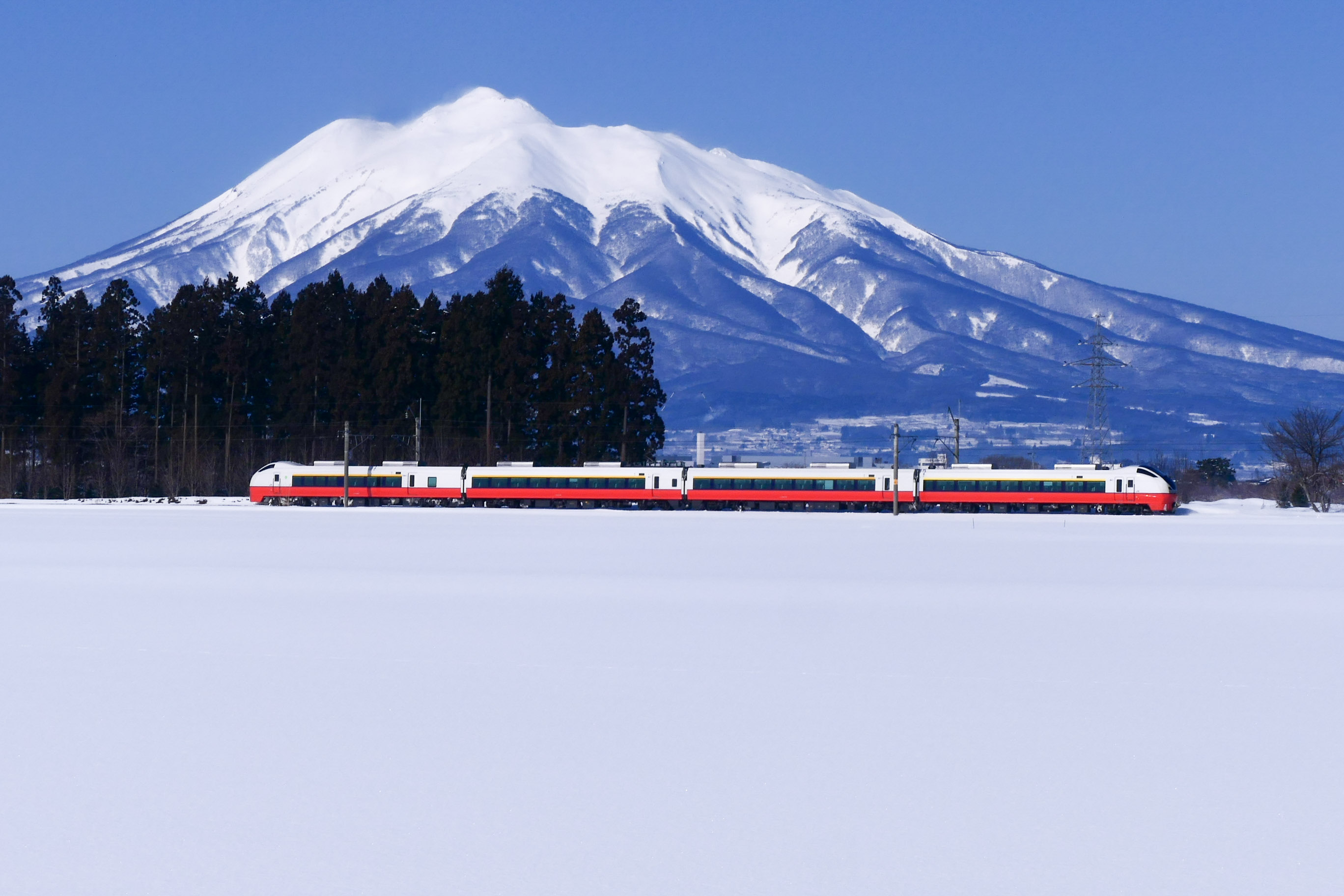
岩木山をバックに走行するE751系特急「つがる」（2021年、撫牛子 - 川部間）

当区間は湖西線・北陸本線・ハピラインふくい線・IRいしかわ鉄道線・あいの風とやま鉄道線・えちごトキめき鉄道日本海ひすいライン・信越本線・白新線・羽越本線とともに「日本海縦貫線」を形成していることから、通称として当区間を「奥羽北線」、福島駅 - 秋田駅を「奥羽南線」と称することがある。これらは全線開通前に「奥羽北線」「奥羽南線」と呼ばれた区間とは異なる。
優等列車以外は、大きく分けて秋田駅 - 大館駅間、大館駅 - 弘前駅間、弘前駅 - 青森駅間の3系統に分割された運行体系となっており、さらに秋田駅 - 八郎潟駅・東能代駅間、鷹ノ巣駅 - 大館駅・弘前駅間および碇ケ関駅 - 弘前駅間の区間列車や、秋田駅 - 追分駅間では男鹿線、弘前駅 - 川部駅間では五能線への直通列車がそれぞれ設定されている。おおむね1 - 2時間に1本程度の運行であるが、秋田駅 - 追分駅・八郎潟駅間、弘前駅 - 青森駅間では1時間に1 - 3本程度運行されている。また、秋田駅 - 青森駅間の直通列車が2019年3月改正の時点で毎日1.5往復設定されている。一部列車はワンマン運転を行っているが、秋田駅 - 追分駅間では運賃の車内収受は行わず、各車両の全ての扉から乗り降りができる。2010年代半ば以降、大館駅での系統分割が減少し、弘前駅での系統分割が増加する傾向にある。上りのみ羽越本線への直通列車も運行されており、東能代発酒田行きと土曜・休日運休の八郎潟発新屋行きがそれぞれ1本ずつ運行されている。 2016年3月26日の改正で、津軽新城駅 - 青森駅間の列車が新設された。そのため津軽新城駅 - 青森駅では毎時2 - 3本運転されている。
2010年12月4日の改正において、青森駅 - 弘前駅間で朝5時台の列車と弘前駅終着時刻が日付を跨ぐ最終列車、弘前駅 - 大館駅間で5時台と22時台に列車が増発された。
2019年4月現在、下りには夕方から夜にかけて秋田から弘前・青森行きの快速列車が各1本、上りには朝に大館と弘前から秋田行きの快速列車が各1本（計2往復）設定されている（ただし2018年のダイヤ改正以降、これらの快速列車は秋田駅から八郎潟駅まで各駅停車となった）。このうち朝6時台の大館発秋田行き快速列車は、2002年11月30日までこの区間で設定されていた快速「しらゆき」のうち最速達列車であった「しらゆき2号」のダイヤを引き継いだものである。残り3本は2016年3月26日のダイヤ改正で減便された特急「つがる」の代替で設定されたものであり、このため弘前発着の列車も青森方面との接続が考慮されていて、3本とも秋田駅 - 青森駅間を特急と大差ない3時間前後で到達可能なダイヤである。2016年3月25日まではこのほかにも、かつて秋田駅 - 鹿角花輪駅（花輪線）間で設定されていた急行「よねしろ」（2002年12月1日より快速に格下げ）のダイヤを引き継いだ秋田駅 - 大館駅間の快速列車1往復（下り秋田発18時台、上り大館発8時台）が運転されていたが、その後、前述の快速列車と時刻が近接するためそれらに統合され廃止となっている。これらは2008年3月14日までは唯一の奥羽本線 - 花輪線直通列車として国鉄キハ58・28形気動車で運行されていた。
また、秋田駅 - 東能代駅間と弘前駅 - 青森駅間で五能線直通の観光列車「リゾートしらかみ」が1日3往復（冬期は最大2往復。通常は土曜・日曜日のみの1往復）運転されている。
1999年頃の大館駅 - 弘前駅間の下りは、8時前後頃から14時前後頃までの間に普通列車が無く、5 - 6時間も運転間隔が開いていた。後にこの時間帯に弘前駅 - 大館駅間に1往復毎日運転の臨時列車が設定され、2008年3月15日のダイヤ改正で定期列車化の上、大館駅で接続していた秋田方面との列車と統合され、下りが酒田駅→弘前駅間の列車に、上りが弘前駅→秋田駅間の列車となった。この列車は後に下りも秋田始発となり、2010年12月4日のダイヤ改正で秋田駅 - 大館駅間と大館駅 - 青森駅間の列車に分割された。そしてこの改正で、新たに大館駅 - 弘前駅間が毎日運転の臨時列車（下り大館発12時台、上り弘前発10時台）となる大館駅 - 青森駅間の列車が1往復新設された。2014年3月15日のダイヤ改正で弘前駅で系統分割され、大館駅 - 弘前駅間の毎日運転の臨時列車は下り大館発11時台、上り弘前発9時台に設定時刻が繰り上げられた。
なお、この区間は新幹線以外の在来線優等列車が走る数少ない区間となっている。2024年3月16日改正時点では以下の列車が設定されている。すべて昼行列車。
- 特急列車
  - 特急「つがる」「スーパーつがる」（秋田駅 - 青森駅間）

かつて、1992年7月の山形新幹線開業に伴い、山形駅 - 新庄駅・秋田駅間を運行する特急「こまくさ」が設定されていた。山形新幹線との連絡特急としての存在が大きかったが、平日の日中を中心に乗降客が少なく（とりわけ新庄駅以北は閑散としていた）、また特急でありながら停車駅が比較的多く、特急料金をわざわざ支払って乗車する意義についての沿線住民からの意見もあり、1997年3月の秋田新幹線開業を機に大部分の運転区間が山形駅 - 新庄駅・横手駅間に短縮され、1999年3月の山形新幹線新庄延伸工事を機に新庄駅 - 秋田駅間の快速列車へと代わった。「こまくさ」は全区間B特急料金が適用されていたため、秋田駅 - 大曲駅間で並走する秋田新幹線「こまち」（A特急料金適用）とは特急料金が異なっていた。
2016年3月26日の北海道新幹線開業前には、同年3月21日まで新青森駅 - 青森駅間で、新青森駅 - 函館駅間の特急「白鳥」・「スーパー白鳥」が運転されていた。
なお、新青森駅 - 青森駅間は特例として、この区間のみ寝台特急を除く特急列車に乗車する場合は乗車券のみで普通車自由席に乗車可能である。2010年12月の特例実施当初、「青春18きっぷ」などの一部の特別企画乗車券にはこの特例は適用されなかったが、2012年夏季より特例が適用されるようになった。

### 貨物輸送
2021年3月改正以降、定期貨物列車は、秋田駅 - 新青森駅 - 青森信号場間で運行されている。横手駅 - 秋田駅間も事業許可は有しているが、横手オフレールステーション発着のトラック便があるのみで、定期貨物列車の運行はない。
秋田駅 - 新青森駅 - 青森信号場間は、前述のように日本海縦貫線の一部を成しており、貨物輸送が盛んである。当該区間の大半の貨物列車は、EH500形電気機関車やEF510形電気機関車が牽引するコンテナ車で編成された高速貨物列車である。当該区間のコンテナ取り扱い駅は、秋田貨物駅、大館駅、弘前駅である。
土崎駅 - 秋田港駅間では、2014年3月改正時点で、1日3往復（うち2本は休日運休）の貨物列車が、秋田貨物駅発着で運行されていた。秋田港駅から南北に延びる貨物線を運営していた秋田臨海鉄道の事業廃止に伴い、2021年3月改正後は列車の設定はない。

## 使用車両

### 新庄駅 - 青森駅間
普通列車には秋田総合車両センター南秋田センターに所属する701系0・100番台がほぼ全区間で使用されるほか、新庄駅 - 真室川駅間の一部の区間列車に陸羽東線・陸羽西線の間合い運用として2020年3月14日よりキハ110系気動車（小牛田運輸区所属）が使用されている。
また秋田駅 - 追分駅間で男鹿線直通列車にEV-E801系蓄電池電車、秋田駅 - 東能代駅間・弘前駅 - 青森駅間・秋田駅 − 院内駅 − 新庄駅間で五能線直通列車や非電化区間運用としてGV-E400系気動車、秋田駅 - 東能代駅間・弘前駅 - 青森駅間で五能線直通の臨時快速列車「リゾートしらかみ」にキハ40系・HB-E300系気動車が使用される。

## 沿線概況
起点である福島駅から米沢駅までの区間はいわゆる峠越えでも名高い板谷峠を越える。後節でも触れているが、ここは蒸気機関車時代からの難所であり、電化・高速化および標準軌化によるミニ新幹線が直通運転されるようになった後も、冬季は雪害による遅延や運休が生じやすい。米沢駅から秋田駅まではほぼ奥羽山脈の西側に沿う様な形で進路をとる。途中、山形駅までは蔵王連峰の山々、山形駅から先はしばらく月山の山を望みながら北上する。秋田駅から男鹿線と分岐する追分あたりまでは海こそ見えないが日本海沿いを通り、東能代駅まで八郎潟の東岸を通る。東能代駅から進路を東にとり大館駅を過ぎると再び奥羽山脈に沿う形で北上し矢立峠を越える。越えた後は弘前駅・浪岡駅などの津軽平野の中を西側に岩木山を望みながら走り青森駅へと至る。

## 駅一覧

### 東日本旅客鉄道

#### 福島駅 - 新庄駅間
ここでは駅名および主要な駅のキロ程のみ記載する。廃止駅・廃止信号場は後節参照。接続路線などの詳細は「山形線#駅一覧」を参照。また山形新幹線「つばさ」の停車駅は「山形新幹線」および「つばさ (列車)」を参照。
( ) 内は起点からの営業キロ。
福島駅 (0.0km) - 笹木野駅 - 庭坂駅 - 板谷駅 - 峠駅 - 大沢駅 - 関根駅 - 米沢駅 (40.1km) - 置賜駅 - 高畠駅 - 赤湯駅 (56.1km) - （北赤湯信号場） - 中川駅 - 羽前中山駅 - かみのやま温泉駅 - 茂吉記念館前駅 - 蔵王駅 - 山形駅 (87.1km) - 北山形駅 - 羽前千歳駅 (91.9km) - 南出羽駅 - 漆山駅 - 高擶駅 - 天童南駅 - 天童駅 - 乱川駅 - 神町駅 - さくらんぼ東根駅 - 東根駅 - 村山駅 (113.5km) - 袖崎駅 - 大石田駅 - 北大石田駅 - 芦沢駅 - 舟形駅  - 新庄駅 (148.6km)

#### 新庄駅 - 秋田駅間
- 累計営業キロは福島駅起算
- 新庄駅 - 院内駅間は非電化（ただし、両端の各駅構内は交流電化）。同区間も2024年7月26日までは交流電化区間として運用。
- 標準軌線路については秋田新幹線区間のものを記載（山形新幹線・山形線用は同路線記事を参照）
- 凡例
  - ：秋田新幹線「こまち」停車駅（詳細は列車記事もしくは秋田新幹線を参照）
  - 駅名 … ■：貨物取扱駅（オフレールステーション）
  - 停車駅
    - 普通…すべての旅客駅に停車
    - 快速
      - 新庄 - 横堀間：●印の駅は停車、｜印の駅は通過
      - 湯沢 → 秋田間（下り列車のみ運転）：▼印の駅は停車、↓印の駅は通過

  - 線路
    - ||：複線区間、◇：単線区間（列車交換可能）、◆：スイッチバック駅（列車交換可能）、｜：単線区間（列車交換不可）、∧：これより下は複線（秋田駅標準軌については線路終点、列車交換可能）、∨：これより下は単線、（空欄）：線路なし
    - 強調表示（神宮寺駅 - 峰吉川駅間[* 1]）：1線が軌間1,067mm（狭軌）と軌間1,435mm（標準軌）の三線軌条、もう1線が標準軌との単線並列区間。

| 電化状況 | 駅名       | 営業キロ | 営業キロ | 快速 | 接続路線                                                                        | 線路   | 線路 | 所在地 | 所在地        | 所在地        |
| 電化状況 | 駅名       | 駅間     | 累計     | 快速 | 接続路線                                                                        | 標準軌 | 狭軌 | 所在地 | 所在地        | 所在地        |
| -------- | ---------- | -------- | -------- | ---- | ------------------------------------------------------------------------------- | ------ | ---- | ------ | ------------- | ------------- |
| 交流     | 新庄駅     | -        | 148.6    | ●    | 東日本旅客鉄道：■山形新幹線・奥羽本線（■山形線 山形方面）・■陸羽東線・■陸羽西線 |        | ∨    | 山形県 | 新庄市        | 新庄市        |
| 非電化   | 泉田駅     | 5.6      | 154.2    | ｜   |                                                                                 |        | ◇    | 山形県 | 新庄市        | 新庄市        |
| 非電化   | 羽前豊里駅 | 7.1      | 161.3    | ｜   |                                                                                 |        | ｜   | 山形県 | 最上郡        | 鮭川村        |
| 非電化   | 真室川駅   | 2.7      | 164.0    | ●    |                                                                                 |        | ◇    | 山形県 | 最上郡        | 真室川町      |
| 非電化   | 釜淵駅     | 9.2      | 173.2    | ｜   |                                                                                 |        | ◇    | 山形県 | 最上郡        | 真室川町      |
| 非電化   | 大滝駅     | 7.1      | 180.3    | ｜   |                                                                                 |        | ｜   | 山形県 | 最上郡        | 真室川町      |
| 非電化   | 及位駅     | 5.5      | 185.8    | ｜   |                                                                                 |        | ∧    | 山形県 | 最上郡        | 真室川町      |
| 交流電化 | 院内駅     | 8.6      | 194.4    | ●    |                                                                                 |        | ∨    | 秋田県 | 湯沢市        | 湯沢市        |
| 交流電化 | 横堀駅     | 4.0      | 198.4    | ●    |                                                                                 |        | ◇    | 秋田県 | 湯沢市        | 湯沢市        |
| 交流電化 | 三関駅     | 6.0      | 204.4    |      |                                                                                 |        | ｜   | 秋田県 | 湯沢市        | 湯沢市        |
| 交流電化 | 上湯沢駅   | 2.7      | 207.1    |      |                                                                                 |        | ｜   | 秋田県 | 湯沢市        | 湯沢市        |
| 交流電化 | 湯沢駅     | 3.3      | 210.4    | ▼    |                                                                                 |        | ◇    | 秋田県 | 湯沢市        | 湯沢市        |
| 交流電化 | 下湯沢駅   | 4.1      | 214.5    | ↓    |                                                                                 |        | ◇    | 秋田県 | 湯沢市        | 湯沢市        |
| 交流電化 | 十文字駅   | 3.3      | 217.8    | ▼    |                                                                                 |        | ◇    | 秋田県 | 横手市        | 横手市        |
| 交流電化 | 醍醐駅     | 3.4      | 221.2    | ↓    |                                                                                 |        | ｜   | 秋田県 | 横手市        | 横手市        |
| 交流電化 | 柳田駅     | 3.2      | 224.4    | ↓    |                                                                                 |        | ◇    | 秋田県 | 横手市        | 横手市        |
| 交流電化 | 横手駅■    | 3.9      | 228.3    | ▼    | 東日本旅客鉄道：■北上線                                                         |        | ◇    | 秋田県 | 横手市        | 横手市        |
| 交流電化 | 後三年駅   | 6.4      | 234.7    | ↓    |                                                                                 |        | ◇    | 秋田県 | 仙北郡 美郷町 | 仙北郡 美郷町 |
| 交流電化 | 飯詰駅     | 5.1      | 239.8    | ▼    |                                                                                 |        | ◇    | 秋田県 | 仙北郡 美郷町 | 仙北郡 美郷町 |
| 交流電化 | 大曲駅     | 7.2      | 247.0    | ▼    | 東日本旅客鉄道：■秋田新幹線・■田沢湖線                                          | ◆      | ◇    | 秋田県 | 大仙市        | 大仙市        |
| 交流電化 | 神宮寺駅   | 6.0      | 253.0    | ↓    |                                                                                 | ∧      | ◇    | 秋田県 | 大仙市        | 大仙市        |
| 交流電化 | 刈和野駅   | 7.6      | 260.6    | ▼    |                                                                                 | \|\|   | ◇    | 秋田県 | 大仙市        | 大仙市        |
| 交流電化 | 峰吉川駅   | 4.8      | 265.4    | ↓    |                                                                                 | ∨      | ｜   | 秋田県 | 大仙市        | 大仙市        |
| 交流電化 | 羽後境駅   | 6.5      | 271.9    | ↓    |                                                                                 | ◇      | ◇    | 秋田県 | 大仙市        | 大仙市        |
| 交流電化 | 大張野駅   | 8.1      | 280.0    | ↓    |                                                                                 | ｜     | ｜   | 秋田県 | 秋田市        | 秋田市        |
| 交流電化 | 和田駅     | 5.4      | 285.4    | ▼    |                                                                                 | ◇      | ◇    | 秋田県 | 秋田市        | 秋田市        |
| 交流電化 | 四ツ小屋駅 | 6.9      | 292.3    | ▼    |                                                                                 | ｜     | ◇    | 秋田県 | 秋田市        | 秋田市        |
| 交流電化 | 秋田駅     | 6.4      | 298.7    | ▼    | 東日本旅客鉄道：■秋田新幹線・■羽越本線                                          | ∧      | ∧    | 秋田県 | 秋田市        | 秋田市        |

1. ↑  実際には神宮寺駅構内南側のポイント - 峰吉川駅構内南側のポイント間に該当する。

2022年度の時点で、JR東日本自社による乗車人員集計の除外対象となる駅（完全な無人駅。年度途中に無人となった駅を含む））は、泉田駅・羽前豊里駅・釜淵駅・大滝駅・及位駅・院内駅・横堀駅・三関駅・上湯沢駅・下湯沢駅・醍醐駅・柳田駅・後三年駅・大張野駅・四ツ小屋駅である。

#### 秋田駅 - 青森駅間
- この区間は狭軌・交流電化
- 累計営業キロは福島駅起算
- 凡例
  - 駅名 … （貨）：貨物専用駅、◆・◇・■：貨物取扱駅（貨物専用駅を除く。◇は定期貨物列車の発着なし、■はオフレールステーション）
  - 停車駅
    - 普通…基本的にすべての旅客駅に停車。ただし一部列車は▽印の駅を通過する。また、津軽湯の沢駅は冬季間（12月1日 ‐ 翌年3月31日）すべての列車が通過する。
    - 快速…●印の駅は停車、｜印の駅は通過
      - 弘前始発五能線経由東能代行き快速列車については「五能線#駅一覧」を参照（撫牛子駅停車）

    - 特急「つがる」・「スーパーつがる」・臨時快速「リゾートしらかみ」の停車駅は列車記事を参照

  - 線路…||：複線区間、◇：単線区間（列車交換可能）、∧：これより下は複線、∨：これより下は単線

| 駅名             | 営業キロ | 営業キロ | 快速 | 接続路線・備考                                                                  | 線路 | 所在地 | 所在地          | 所在地          |
| 駅名             | 駅間     | 累計     | 快速 | 接続路線・備考                                                                  | 線路 | 所在地 | 所在地          | 所在地          |
| ---------------- | -------- | -------- | ---- | ------------------------------------------------------------------------------- | ---- | ------ | --------------- | --------------- |
| 秋田駅           | -        | 298.7    | ●    | 東日本旅客鉄道：■秋田新幹線・■羽越本線                                          | ∧    | 秋田県 | 秋田市          | 秋田市          |
| 泉外旭川駅       | 3.1      | 301.8    | ●    |                                                                                 | \|\| | 秋田県 | 秋田市          | 秋田市          |
| （貨）秋田貨物駅 | 0.5      | 302.3    | ｜   |                                                                                 | \|\| | 秋田県 | 秋田市          | 秋田市          |
| 土崎駅           | 3.5      | 305.8    | ●    | 日本貨物鉄道：奥羽本線（貨物支線）                                              | \|\| | 秋田県 | 秋田市          | 秋田市          |
| 上飯島駅         | 2.5      | 308.3    | ●    |                                                                                 | \|\| | 秋田県 | 秋田市          | 秋田市          |
| 追分駅           | 3.4      | 311.7    | ●    | 東日本旅客鉄道：■男鹿線                                                         | ∨    | 秋田県 | 秋田市          | 秋田市          |
| 大久保駅         | 7.2      | 318.9    | ●    |                                                                                 | ◇    | 秋田県 | 潟上市          | 潟上市          |
| 羽後飯塚駅       | 3.3      | 322.2    | ●    |                                                                                 | ∧    | 秋田県 | 潟上市          | 潟上市          |
| 井川さくら駅     | 1.4      | 323.6    | ●    |                                                                                 | \|\| | 秋田県 | 南秋田郡        | 井川町          |
| 八郎潟駅         | 3.9      | 327.5    | ●    |                                                                                 | ∨    | 秋田県 | 南秋田郡        | 八郎潟町        |
| 鯉川駅           | 5.5      | 333.0    | ｜   |                                                                                 | ◇    | 秋田県 | 山本郡 三種町   | 山本郡 三種町   |
| 鹿渡駅           | 5.4      | 338.4    | ｜   |                                                                                 | ∧    | 秋田県 | 山本郡 三種町   | 山本郡 三種町   |
| 森岳駅           | 6.7      | 345.1    | ●    |                                                                                 | ∨    | 秋田県 | 山本郡 三種町   | 山本郡 三種町   |
| 北金岡駅         | 4.3      | 349.4    | ｜   |                                                                                 | ◇    | 秋田県 | 山本郡 三種町   | 山本郡 三種町   |
| 南能代信号場     | -        | 352.5    | ｜   |                                                                                 | ｜   | 秋田県 | 能代市          | 能代市          |
| 東能代駅◇        | 6.0      | 355.4    | ●    | 東日本旅客鉄道：■五能線                                                         | ◇    | 秋田県 | 能代市          | 能代市          |
| 鶴形駅           | 4.9      | 360.3    | ｜   |                                                                                 | ∧    | 秋田県 | 能代市          | 能代市          |
| 富根駅           | 5.2      | 365.5    | ｜   |                                                                                 | \|\| | 秋田県 | 能代市          | 能代市          |
| 二ツ井駅         | 6.7      | 372.2    | ●    |                                                                                 | \|\| | 秋田県 | 能代市          | 能代市          |
| 前山駅           | 7.3      | 379.5    | ｜   |                                                                                 | ∨    | 秋田県 | 北秋田市        | 北秋田市        |
| 鷹ノ巣駅         | 5.4      | 384.9    | ●    | 秋田内陸縦貫鉄道：■秋田内陸線 …鷹巣駅                                           | ∧    | 秋田県 | 北秋田市        | 北秋田市        |
| 糠沢駅▽          | 3.2      | 388.1    | ｜   |                                                                                 | \|\| | 秋田県 | 北秋田市        | 北秋田市        |
| 早口駅           | 5.4      | 393.5    | ●    |                                                                                 | ∨    | 秋田県 | 大館市          | 大館市          |
| 下川沿駅         | 4.2      | 397.7    | ｜   |                                                                                 | ◇    | 秋田県 | 大館市          | 大館市          |
| 大館駅◆          | 5.2      | 402.9    | ●    | 東日本旅客鉄道：■花輪線                                                         | ∧    | 秋田県 | 大館市          | 大館市          |
| 白沢駅           | 6.5      | 409.4    | ｜   |                                                                                 | \|\| | 秋田県 | 大館市          | 大館市          |
| 陣場駅           | 7.1      | 416.5    | ｜   |                                                                                 | \|\| | 秋田県 | 大館市          | 大館市          |
| 津軽湯の沢駅▽    | 5.8      | 422.3    | ｜   |                                                                                 | \|\| | 青森県 | 平川市          | 平川市          |
| 碇ケ関駅         | 4.9      | 427.2    | ●    |                                                                                 | \|\| | 青森県 | 平川市          | 平川市          |
| 長峰駅           | 4.8      | 432.0    | ｜   |                                                                                 | ∨    | 青森県 | 南津軽郡 大鰐町 | 南津軽郡 大鰐町 |
| 大鰐温泉駅       | 3.3      | 435.3    | ●    | 弘南鉄道： 大鰐線 …大鰐駅（KW 14）                                              | ◇    | 青森県 | 南津軽郡 大鰐町 | 南津軽郡 大鰐町 |
| 石川駅           | 5.4      | 440.7    | ｜   |                                                                                 | ∧    | 青森県 | 弘前市          | 弘前市          |
| 弘前駅■          | 6.4      | 447.1    | ●    | 弘南鉄道： 弘南線（KK 01）                                                      | \|\| | 青森県 | 弘前市          | 弘前市          |
| 撫牛子駅         | 2.7      | 449.8    | ｜   |                                                                                 | \|\| | 青森県 | 弘前市          | 弘前市          |
| 川部駅           | 3.6      | 453.4    | ●    | 東日本旅客鉄道：■五能線                                                         | ∨    | 青森県 | 南津軽郡        | 田舎館村        |
| 北常盤駅         | 3.2      | 456.6    | ●    |                                                                                 | ◇    | 青森県 | 南津軽郡        | 藤崎町          |
| 浪岡駅           | 5.5      | 462.1    | ●    |                                                                                 | ◇    | 青森県 | 青森市          | 青森市          |
| 大釈迦駅         | 5.1      | 467.2    | ｜   |                                                                                 | ◇    | 青森県 | 青森市          | 青森市          |
| 鶴ケ坂駅         | 6.2      | 473.4    | ｜   |                                                                                 | ◇    | 青森県 | 青森市          | 青森市          |
| 津軽新城駅       | 5.4      | 478.8    | ●    |                                                                                 | ◇    | 青森県 | 青森市          | 青森市          |
| 新青森駅         | 1.8      | 480.6    | ●    | 東日本旅客鉄道： 東北新幹線・奥羽本線（貨物支線） 北海道旅客鉄道： 北海道新幹線 | ◇    | 青森県 | 青森市          | 青森市          |
| 青森駅           | 3.9      | 484.5    | ●    | 東日本旅客鉄道：■津軽線 青い森鉄道：■青い森鉄道線                               | ◇    | 青森県 | 青森市          | 青森市          |

1. ↑  追分駅は男鹿線の起点駅であるが、列車はすべて秋田駅まで乗り入れる。
2. ↑  川部駅は五能線の終点駅であるが、列車はすべて弘前駅まで乗り入れる。

2022年度の時点で、JR東日本自社による乗車人員集計の除外対象となる駅（完全な無人駅）は、泉外旭川駅・上飯島駅・鯉川駅・北金岡駅・鶴形駅・富根駅・前山駅・糠沢駅・下川沿駅・白沢駅・陣場駅・津軽湯の沢駅・長峰駅・石川駅・撫牛子駅・川部駅・大釈迦駅・鶴ケ坂駅・津軽新城駅である。
過去の接続路線
- 湯沢駅：羽後交通雄勝線 - 1973年4月1日廃止
- 横手駅：羽後交通横荘線 - 1971年7月20日廃止
- 秋田駅（駅前連絡）：秋田市電 - 1966年3月31日廃止
- 八郎潟駅：秋田中央交通線 - 1969年7月11日廃止
- 二ツ井駅（駅前連絡）：中西徳五郎経営軌道 - 1940年3月1日廃止
- 大館駅（駅舎は別に隣接）：同和鉱業花岡線 - 1985年4月1日廃止
- 大館駅（駅舎は別に隣接）：小坂製錬小坂線 - 1994年10月1日旅客営業廃止、2008年4月1日休止、2009年4月1日廃止
- 川部駅：弘南鉄道黒石線 - 1998年4月1日廃止

#### 支線
- 全線単線、青森県青森市に所在

| 駅名           | 営業キロ | 接続路線                               |
| -------------- | -------- | -------------------------------------- |
| 新青森駅       | 0.0      | 東日本旅客鉄道：東北新幹線             |
| （滝内信号所） | 2.8      | 東日本旅客鉄道：奥羽本線（青森駅方面） |
| 青森信号場     | 4.8      | 青い森鉄道：青い森鉄道線               |

- 実際の分岐点である滝内信号所は青森駅構内扱い。詳しくは、「青森駅#滝内信号所」の項を参照。
- 第一種鉄道事業者である東日本旅客鉄道の路線としての終点は青森信号場より2駅南の東青森駅である[注釈 1]。
- 東日本旅客鉄道としての営業キロの設定はないが[119][注釈 1]、日本貨物鉄道が新青森駅 - 青森信号場間に対して第二種鉄道事業の営業キロを設定しており[120]、貨物列車が毎日通過している。2012年3月まで、夜行列車「北斗星」「トワイライトエクスプレス」は青森駅でスイッチバックをせず、この区間を通過しており[要出典][121]、市販の時刻表でも青森駅の時刻欄に「通過」マークでなく「他線経由」マークが記載されていた。

### 日本貨物鉄道

#### 貨物支線
- （貨）：貨物専用駅
- 全線単線、秋田県秋田市に所在

| 駅名           | 営業キロ | 接続路線                         |
| -------------- | -------- | -------------------------------- |
| 土崎駅         | 0.0      | 東日本旅客鉄道：奥羽本線（本線） |
| （貨）秋田港駅 | 2.7      |                                  |

過去の接続路線
- 秋田港駅：秋田臨海鉄道北線・南線 - 2021年4月1日廃止

### 廃駅・廃止信号場
駅に変更された信号場は除く。
- 赤岩駅：2021年3月12日廃止、庭坂駅 - 板谷駅間[報道 10][新聞 44]
- 金谷信号場：1967年1月11日開設、1999年3月12日廃止、楯岡駅（現在の村山駅） - 袖崎駅間
- 鳥越信号場：1944年12月1日開設、1960年12月20日廃止、1968年9月25日旧信号場位置から0.5km新庄寄りに再開設、1999年3月12日廃止[122]、舟形駅 - 新庄駅間
- 大清水信号場：2013年9月27日廃止[要出典]、追分駅 - 大久保駅間
- 七座信号場：1971年8月5日廃止、二ツ井駅 - 前山駅間（ルート変更のため）
- 陸奥森山駅：1940年11月1日廃止、大鰐駅（現在の大鰐温泉駅） - 石川駅間
- 門外駅：1940年11月1日廃止、石川駅 - 大清水駅間
- 大清水駅：1940年11月1日廃止、門外駅 - 弘前駅間
- 和徳駅：1940年11月1日廃止、弘前駅 - 撫牛子駅間
- 豊蒔駅：1940年11月1日廃止、撫牛子駅 - 川部駅間

### 新駅計画
- 山形駅 - 蔵王駅間に山形市内渋滞の減少、環境負荷低減、赤字路線の収支改善を目的とした新駅を設置する計画がある[新聞 48]。
- あきた蕗仁井田駅（仮称）を四ツ小屋駅 -  秋田駅間に設置する構想がある[新聞 49]。

## 利用状況

### 平均通過人員
各年度の平均通過人員（人/日）は以下のとおりである。なお、福島 - 新庄間は山形新幹線、大曲 - 秋田間は秋田新幹線を含む。
| 年度                    | 全線  | 福島 - 米沢 | 米沢 -山形 | 山形 - 新庄 | 新庄 - 湯沢 | 湯沢 - 大曲 | 大曲 - 秋田 | 秋田 - 追分 | 追分 - 東能代 | 東能代 - 大館 | 大館 - 弘前 | 弘前 - 青森 | 出典    |
| ----------------------- | ----- | ----------- | ---------- | ----------- | ----------- | ----------- | ----------- | ----------- | ------------- | ------------- | ----------- | ----------- | ------- |
| 1987年度 （昭和62年度） | 9,625 | 9,860       | 11,346     | 9,024       | 4,047       | 5,404       | 9,780       | 19,457      | 7,740         | 5,196         | 4,175       | 9,633       | [ 123 ] |
| 2009年度 （平成21年度） | 5,176 | 9,622       | 9,622      | 5,577       | 1,168       | 1,168       | 8,112       | 12,553      | 3,173         | 3,173         | 1,720       | 7,055       | [ 123 ] |
| 2010年度 （平成22年度） | 5,069 | 9,126       | 9,126      | 5,503       | 1,121       | 1,121       | 8,120       | 12,389      | 3,091         | 3,091         | 1,670       | 7,377       | [ 123 ] |
| 2011年度 （平成23年度） | 5,080 | 9,032       | 9,032      | 5,485       | 1,096       | 1,096       | 7,858       | 12,269      | 3,093         | 3,093         | 1,724       | 8,166       | [ 123 ] |
| 2012年度 （平成24年度） | 5,204 | 8,986       | 10,527     | 5,607       | 569         | 1,988       | 7,989       | 12,139      | 3,741         | 2,174         | 1,649       | 8,102       | [ 123 ] |
| 2013年度 （平成25年度） | 5,349 | 9,366       | 10,941     | 5,794       | 568         | 2,074       | 8,221       | 12,215      | 3,718         | 2,220         | 1,718       | 8,209       | [ 123 ] |
| 2014年度 （平成26年度） | 5,121 | 9,258       | 10,674     | 5,410       | 529         | 1,988       | 7,946       | 11,386      | 3,384         | 1,970         | 1,526       | 8,085       | [ 124 ] |
| 2015年度 （平成27年度） | 5,139 | 9,418       | 10,811     | 5,497       | 544         | 1,971       | 8,052       | 11,388      | 3,309         | 1,848         | 1,368       | 8,098       | [ 124 ] |
| 2016年度 （平成28年度） | 5,009 | 9,404       | 10,829     | 5,367       | 462         | 1,856       | 7,911       | 11,092      | 3,157         | 1,635         | 1,228       | 7,778       | [ 124 ] |
| 2017年度 （平成29年度） | 5,012 | 9,447       | 10,881     | 5,524       | 438         | 1,841       | 7,974       | 10,878      | 3,100         | 1,595         | 1,171       | 7,680       | [ 125 ] |
| 2018年度 （平成30年度） | 4,983 | 9,517       | 10,886     | 5,483       | 424         | 1,831       | 7,951       | 10,690      | 2,982         | 1,550         | 1,139       | 7,659       | [ 125 ] |
| 2019年度 （令和元年度） | 4,794 | 8,985       | 10,358     | 5,366       | 416         | 1,704       | 7,578       | 10,340      | 2,916         | 1,485         | 1,165       | 7,540       | [ 125 ] |
| 2020年度 （令和02年度） | 2,664 | 2,701       | 4,740      | 3,603       | 212         | 1,171       | 3,938       | 8,435       | 2,152         | 1,012         | 701         | 5,231       | [ 125 ] |
| 2021年度 （令和03年度） | 2,962 | 3,731       | 5,647      | 3,978       | 229         | 1,256       | 4,390       | 8,481       | 2,168         | 1,037         | 742         | 5,383       | [ 125 ] |
| 2022年度 （令和04年度） | 3,645 | 6,056       | 7,541      | 4,407       | 262         | 1,448       | 5,843       | 8,910       | 2,285         | 1,056         | 790         | 6,033       | [ 126 ] |
| 2023年度 （令和05年度） | 4,283 | 7,944       | 9,158      | 4,793       | 291         | 1,578       | 7,217       | 9,289       | 2,527         | 1,185         | 948         | 6,767       | [ 127 ] |

### 収支・営業係数
平均通過人員が2,000人/日未満の線区における各年度の収支（運輸収入、営業費用）、営業係数、収支率は以下のとおりである。▲はマイナスを意味する。
なお、2019 - 2022年度（令和元 - 4年度）は2019年度（令和元年度）の平均通過人員が2,000人/日未満の線区が開示対象となっていたが、2023年度（令和5年度）は同年度の平均通過人員が2,000人/日未満の線区が開示対象となっている。
| 年度                   | 収支（百万円） | 収支（百万円） | 収支（百万円） | 営業 係数 （円） | 収支率 | 出典        |
| 年度                   | 運輸 収入      | 営業 費用      | 計             | 営業 係数 （円） | 収支率 | 出典        |
| ---------------------- | -------------- | -------------- | -------------- | ---------------- | ------ | ----------- |
| 2019年度（令和元年度） | 94             | 1,854          | ▲1,759         | 1,962            | 5.1%   | [ 報道 27 ] |
| 2020年度（令和02年度） | 41             | 1,741          | ▲1,699         | 4,192            | 2.4%   | [ 報道 27 ] |
| 2021年度（令和03年度） | 46             | 1,500          | ▲1,453         | 3,241            | 3.1%   | [ 報道 28 ] |
| 2022年度（令和04年度） | 56             | 1,619          | ▲1,563         | 2,869            | 3.5%   | [ 報道 29 ] |
| 2023年度（令和05年度） | 64             | 1,645          | ▲1,581         | 2,544            | 3.9%   | [ 報道 30 ] |

| 年度                   | 収支（百万円） | 収支（百万円） | 収支（百万円） | 営業 係数 （円） | 収支率 | 出典        |
| 年度                   | 運輸 収入      | 営業 費用      | 計             | 営業 係数 （円） | 収支率 | 出典        |
| ---------------------- | -------------- | -------------- | -------------- | ---------------- | ------ | ----------- |
| 2019年度（令和元年度） | 227            | 2,022          | ▲1,794         | 887              | 11.3%  | [ 報道 27 ] |
| 2020年度（令和02年度） | 134            | 2,026          | ▲1,891         | 1,510            | 6.6%   | [ 報道 27 ] |
| 2021年度（令和03年度） | 145            | 1,904          | ▲1,759         | 1,308            | 7.6%   | [ 報道 28 ] |
| 2022年度（令和04年度） | 176            | 1,804          | ▲1,627         | 1,019            | 9.8%   | [ 報道 29 ] |
| 2023年度（令和05年度） | 197            | 1,848          | ▲1,650         | 935              | 10.7%  | [ 報道 30 ] |

| 年度                   | 収支（百万円） | 収支（百万円） | 収支（百万円） | 営業 係数 （円） | 収支率 | 出典        |
| 年度                   | 運輸 収入      | 営業 費用      | 計             | 営業 係数 （円） | 収支率 | 出典        |
| ---------------------- | -------------- | -------------- | -------------- | ---------------- | ------ | ----------- |
| 2019年度（令和元年度） | 274            | 3,517          | ▲3,242         | 1,282            | 7.8%   | [ 報道 27 ] |
| 2020年度（令和02年度） | 153            | 3,444          | ▲3,290         | 2,250            | 4.4%   | [ 報道 27 ] |
| 2021年度（令和03年度） | 167            | 3,273          | ▲3,105         | 1,950            | 5.1%   | [ 報道 28 ] |
| 2022年度（令和04年度） | 181            | 3,478          | ▲3,296         | 1,916            | 5.2%   | [ 報道 29 ] |
| 2023年度（令和05年度） | 220            | 3,585          | ▲3,365         | 1,626            | 6.2%   | [ 報道 30 ] |

| 年度                   | 収支（百万円） | 収支（百万円） | 収支（百万円） | 営業 係数 （円） | 収支率 | 出典        |
| 年度                   | 運輸 収入      | 営業 費用      | 計             | 営業 係数 （円） | 収支率 | 出典        |
| ---------------------- | -------------- | -------------- | -------------- | ---------------- | ------ | ----------- |
| 2019年度（令和元年度） | 207            | 2,644          | ▲2,437         | 1,277            | 7.8%   | [ 報道 27 ] |
| 2020年度（令和02年度） | 102            | 2,551          | ▲2,448         | 2,479            | 4.0%   | [ 報道 27 ] |
| 2021年度（令和03年度） | 114            | 2,536          | ▲2,422         | 2,220            | 4.5%   | [ 報道 28 ] |
| 2022年度（令和04年度） | 129            | 2,555          | ▲2,425         | 1,968            | 5.1%   | [ 報道 29 ] |
| 2023年度（令和05年度） | 169            | 2,703          | ▲2,533         | 1,591            | 6.3%   | [ 報道 30 ] |